# Autorität
Autorität (lateinisch auctoritas) ist eine Eigenschaft, die Individuen (z. B. Befehlshaber) und überindividuelle Instanzen (z. B. Institutionen, Behörden oder Lehrkörper) dazu befähigt, von anderen Gehorsam oder Gefolgschaft zu beanspruchen, ohne dabei Zwang auszuüben oder ihre Entscheidungen näher begründen zu müssen. Voraussetzung für Autorität ist das Bestehen einer anerkannten Hierarchie, in welcher eine höhergestellte Person oder Instanz den Rezipienten im Bezug auf die Inhalte der Anweisung übergeordnet ist. Die Begründung der Autorität liegt – anders als die Begründung von Macht – in der Tradition, also beispielsweise der Berufung auf das Naturrecht, auf göttliche Gebote, auf (manchmal als Autoritäten bezeichnete) Gründerväter oder Lehrer oder auf alte Bräuche.
Das Konzept, das sich in China bereits im 11. Jahrhundert v. Chr. nachweisen lässt, wurde in der Westlichen Welt von Platon im 4. Jahrhundert v. Chr. theoretisch entworfen und in der Römischen Republik als auctoritas ins Recht und erstmals auch in politische Praxis überführt. Das Christentum, als wichtigster geistiger Erbe des Römischen Reiches, war von Anfang an von Traditionalisierung und Normierung der regula fidei geprägt und mit der Idee anerkannter auctoritates untrennbar verbunden. In der römisch-katholischen Kirche hat die auctoritas ihren ursprünglichen Stellenwert, etwa im Dogma der Unfehlbarkeit des Papstes, bis heute bewahrt.
In der Philosophie der Neuzeit trat an die Stelle der durch Autoritäten vermittelten Offenbarung das Konzept der Vernunft; der Begriff der Autorität verlor hier seine ursprüngliche Bedeutung und verschmolz mit dem der Macht, am radikalsten im Freudomarxismus, wo die Autorität in den Generalverdacht des Antidemokratischen geriet. Einzelne Autoren, wie Hannah Arendt, haben sich indessen um eine erneute begriffliche Differenzierung bemüht.
Mit Autorität beschäftigen sich unter anderem die jüdische und die christliche Theologie, die Ethik, die politische Philosophie, die Soziologie der Herrschaft, die Wirtschafts- und Organisationswissenschaft, die Wissenschaftsgeschichte und die Pädagogik.
Weil der Begriff im deutschen Sprachraum eine zum Teil eigenständige Geschichte hat, gehört er zu denjenigen Fachtermini, die in anderen Ländern eine von der deutschen mehr oder weniger abweichende Bedeutung haben. So versteht man etwa im englischsprachigen Raum unter authority zuallererst die legitime Amtsmacht einer staatlichen Behörde, während die elterliche Federführung eher als parental control denn als authority bezeichnet wird.
In einem übertragenen Sinne versteht man unter einer „Autorität“ auch eine Persönlichkeit, die Autorität ausübt, beispielsweise eine Koryphäe.

## Definition
Eine der genauesten Definitionen des Autoritätsbegriffs hat Hannah Arendt in den 1950er Jahren in ihrem Essay Was ist Autorität? geliefert. Arendt kritisiert darin die in den zeitgenössischen Sozialwissenschaften verbreitete Praxis, Autorität – weil sie Gehorsam hervorbringt – mit Macht, Gewalt und Zwang gleichzusetzen. Anhand der politischen Philosophie Platons und der praktischen Politik in der Römischen Republik und der christlichen Kirche (als geistiger Erbin Roms) weist sie auf, dass Autorität eben nicht auf Zwang beruht, sondern auf Hierarchie, die wiederum auf Tradition basiert, also etwa auf dem Naturrecht, den Geboten Gottes oder uralten Bräuchen: Quellen also, die nicht von denjenigen geschaffen wurden, die Autorität gerade ausüben. Arendt spricht von einer „Trinität von Religion, Autorität und Tradition“, die einander wechselseitig bedingen und ohne einander langfristig keinen Bestand haben können.

## Begriffsgeschichte

### Indien

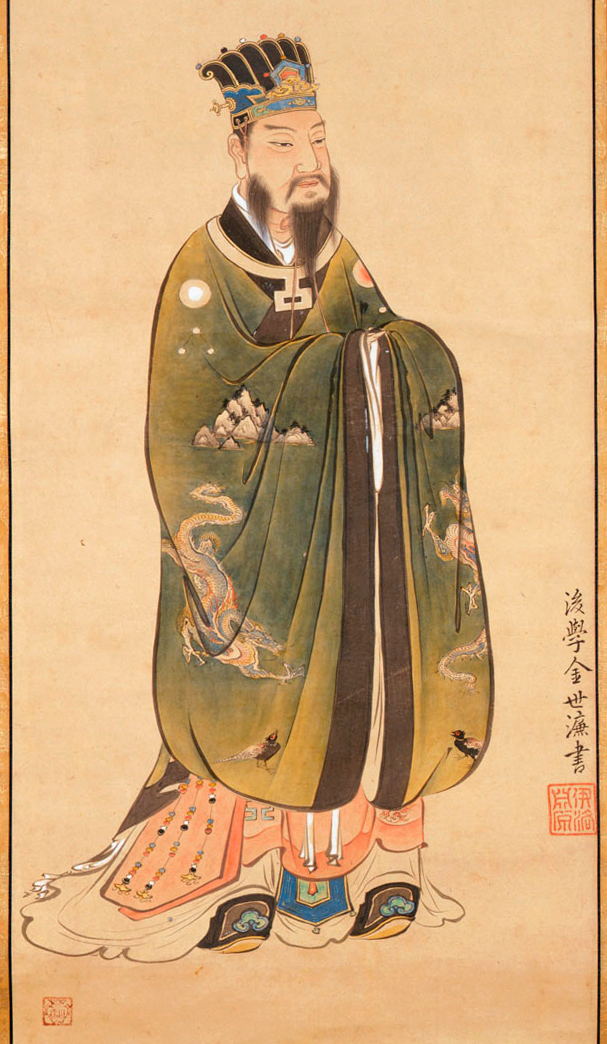
König Wen galt in China als Träger von Autorität – mehrere Jahrhunderte bevor Platon das Konzept für die Westliche Welt erfunden hat.

Im Hinduismus, dessen Ausbreitung um 1750 v. Chr. begann, gelten die Veden als Schriftautorität (engl. scriptural authority). Daneben kennt der Hinduismus auch eine von der Schriftautorität abgeleitete Personalautorität, nämlich die der Brahmanen, als Lehrer des Veda. Schon sehr früh in der Geschichte des Hinduismus galten religiöse Wahrheiten nur dann als wertvoll, wenn sie von einem anerkannten Lehrer („Guru“; meist ein Brahman) vermittelt werden.
Der aus dem Hinduismus im 6./5. Jahrhundert v. Chr. hervorgegangene Buddhismus kennt keine Personalautorität, jedoch eine Schriftautorität, wobei diese innerhalb des Buddhismus durchaus strittig war. So besagt noch die Kālāma Sutta (eigentlich Kesamutti Sutta; Teil der Anguttara-Nikaya), dass die Gläubigen sich – statt etwa auf Schriften – ausschließlich auf ihre eigenen Erfahrungen verlassen sollen; dieses Gebot war freilich vor allem gegen die Veden und die brahmanische Autorität gerichtet. Schon in der Mahāparinibbāna Sutta (Teil der Digha-Nikaya) wird Schriftautorität – in Bezug auf buddhistische Texte – aber neu etabliert. Die vom Ersten buddhistischen Konzil beschlossene Fassung der Äußerungen des Buddha trug dann den Makel, dass das Prestige des Hauptzeugen Ananda strittig war, weil dieser, als er dem Buddha zugehört hat, noch nicht den Erleuchtungsgrad eines Arhat erreicht hatte.

### China
Zu den ältesten Kulturen, in denen sich ein theoretisch begründetes Autoritätskonzept nachweisen lässt, zählt die chinesische. Ähnlich wie im Westen hat auch in China die Tradition – eine Grundvoraussetzung für Autorität – tiefe historische Wurzeln. Anders als dort gab es im alten China aber (trotz eines gewissen Glaubens an einen Himmel) kein transzendentales Ideal, kein prophetisch verkündetes von der Welt geschiedenes Jenseits; auch die Ethik war infolgedessen vollständig säkular.
Eines der ersten Zeugnisse politischer Autorität stammt aus der westlichen Zhou-Dynastie (~ 1122/1045–770 v. Chr.); darin ist von einem „Himmelsmandat“ (tiānmìng, 天命) die Rede, das König Wen verliehen worden sei, weil er dem Himmel gehorche und dé (德; deutsch etwa: „Wesen“, „Tugend“) besitze. Gehorsam gegen den Himmel und dé gelten hier als Grundvoraussetzungen dafür, dass in der Welt Ordnung herrschen kann; Verlust auch nur eines der beiden führt folglich zum Verlust der Autorität.
Im 6./5. Jahrhundert v. Chr. wurden diese Gedanken von Konfuzius übernommen, der wie kaum ein anderer Philosoph der Welt für Ordnung, Hierarchie und Tradition steht. Seine Äußerungen zum Thema gingen später in die Analekten ein: „Der Meister sprach: ‚Wer kraft seines Wesens [dé, 德] herrscht, gleicht dem Nordstern. Der verweilt an seinem Ort und alle Sterne umkreisen ihn.‘“ Konfuzius fasst, was in der Zhou-Überlieferung noch nicht explizit geschehen war, das Himmelsmandat als Gebot des wú wéi (無為), eines harmonischen, mühelosen, natürlichen Handelns, das seine Wirkungen absichtslos und spontan erreicht: „Der Meister sprach: ‚Wenn man versucht, das Volk durch Zwangsvorschriften zu leiten und es durch Strafen gehorsam zu machen, so wird es ausweichen und kein Gewissen haben. Wenn man es aber durch die Kraft des dé leitet und durch die Mittel des lǐ [禮; deutsch etwa: „Etikette“, „ritueller Anstand“] ordnet, so wird das Volk Gewissen haben und sich zu korrigieren wissen.‘“ Der Träger der Autorität erreicht Gehorsam, indem er ein gutes Vorbild bietet. Sein dé ist gleichzeitig eine Folge der Gunst des Himmels und ein Beweis für diese Gunst; sie wurde ihm aber nicht zufällig geschenkt, sondern in Anerkennung seiner unablässigen Pflichterfüllung und Redlichkeit. Besonderes Gewicht erhält die Autorität im Konfuzianismus dadurch, dass das von ihm geprägte Gemeinwesen bis in die Geschwisterbeziehungen hinein strikt hierarchisch geordnet ist (fünf Beziehungen); da jeder sich seinem Alter und seinem sozialen Rang entsprechend verhalten muss und von anderen dasselbe erwarten darf, wird Hierarchie als Voraussetzung für soziale Harmonie (和, hé) verstanden.
Obwohl der Begriff für die klassische chinesische Philosophie zentral ist, erscheint weder in der Zhou-Überlieferung noch bei Konfuzius ein Wort, das direkt als „Autorität“ übersetzt werden kann; wie der Sinologe Huang Weijia (Boston University) rekonstruiert hat, ist 权 (quán) von allen chinesischen Schriftzeichen dasjenige, das zur überlieferten Bedeutung von „Autorität“ die engste Verbindung hat.
Unter Mao Zedong und besonders im Rahmen der Kulturrevolution (1966–1976) wurde in der Volksrepublik China versucht, den tiefen Einfluss, den der Konfuzianismus über Jahrtausende auf die Bevölkerung hatte, zu brechen. Diese Bemühungen waren aber weitgehend vergeblich, und in Konzepten wie der kindlichen Pietät (xiào, 孝) hat der Konfuzianismus, einschließlich seines Autoritätsprinzips, bis heute überdauert (siehe auch: Erziehung in China). Die aktuelle chinesische Führung unter Xi Jinping versucht dagegen, eine Rückbesinnung auf den Konfuzianismus mit ihrer Staats- und Parteiideologie zu verbinden und den Konfuzianismus zu einer der Grundlagen der Staatsführungsprinzipien der Kommunistischen Partei Chinas zu stilisieren. Inwieweit hier – insbesondere im Selbstverständnis Xis als Staatslenker und Landesvater – tatsächlich eine konfuzianische Staatsdoktrin wirksam ist, oder ob es sich nur um äußerliche Anpassungen handelt, wird von westlichen Beobachtern uneinheitlich beantwortet.

### Antike

#### Griechenland: Platon
Platon gilt, obwohl in Griechenland noch nicht einmal ein Wort dafür existierte, als theoretischer Begründer der Autorität. Hintergrund war seine Kritik an einer Verwahrlosung der Athenischen Polis im 4. Jahrhundert, der er in seinem Werk Politeia eine alternative Regierungsform entgegenzusetzen suchte: eine Philosophenherrschaft, die er nach dem Vorbild von Hierarchien zu modellieren versuchte, die er der Sphäre dessen entnahm, was in Griechenland als privat angesehen wurde, etwa der Beziehung zwischen dem Steuermann eines Schiffes und den Passagieren. Weil Platons Vorschläge an der Realität der griechischen politischen Strukturen vorbeigeplant waren, blieben sie dort Utopie, ihr Autor wurde ignoriert.

#### Rom
Erst die Römer, die – anders als die Griechen – Verehrung der Ahnen und der Älteren und den Begriff der Tradition kannten, ihr Reich auf einen Gründungsmythos aufgebaut und Platon dabei zu einem ihrer Gründerväter erklärt hatten, implementierten seine Ideen u. a. in Gestalt der auctoritas senatus des Römischen Senats, wobei die auctoritas von der potestas unterschieden wurde, der eigentlichen Macht, die in der Römischen Republik bei der Magistratur lag.
Eine essentielle Rolle spielte der Begriff auctoritas in der Sprache des römischen Rechts. Von dort ausgehend, wo er nur auf individuelle Situationen bezogen wurde (als Autorisierung, d. h. als maßgebliches und wirkungsvolles Gutheißen eines von anderen getroffenen Entschlusses durch einen auctor), nimmt der Begriff in Rom metonymisch die Bedeutung einer dem auctor anhaftenden dauernden Eigenschaft an, nämlich die der Eignung, maßgeblichen Einfluss auf die Entschließungen der anderen kraft überlegener Einsicht auszuüben, und zwar in der politischen Sphäre ebenso wie in der privaten; Kollektive (wie etwa der Senat) können ebenso Autorität ausüben wie individuelle Personen.
Cicero verstand auctoritas als dasjenige Ansehen einer Person, das bewirkt, dass andere sich dem Betreffenden freiwillig unterordnen. In seiner 44 v. Chr. entstandenen Topica schrieb er: „Auctoritas verleihen entweder die Natur oder die Zeit. Die auctoritas, die aus der Natur stammt, besteht hauptsächlich in der Tugend; in der Zeit aber sind es viele Umstände, die auctoritas verleihen: Begabung, Reichtum, Alter, (Glück), Können, Erfahrung, Zwang, manchmal auch das Zusammentreffen von zufälligen Umständen.“
Nachdem er im Anschluss an die Einführung des Prinzipats der erste römische Kaiser wurde, erhob Augustus Anspruch auf die Autorität, die bis dahin dem Senat zugesprochen worden war, wobei die neue auctoritas principis eine freiwillige Unterwerfung des römischen Volkes suggerierte, welche aber tatsächlich erzwungen war. Insbesondere in der Kaiserzeit konnte auctoritas damit zu einem festgeschriebenen Prinzip werden, ihr Träger konnte auch unabhängig vom Zuspruch des autoritas-Empfängers handeln.

#### Die Kirche als Erbin Roms
In den christlichen Sprachgebrauch wurde der auctoritas-Begriff an der Wende vom 1. zum 2. Jahrhundert von Tertullian eingeführt. Zu verstehen ist dies vor dem Hintergrund, dass die christlichen Schriften zuvor auf Griechisch verfasst worden waren und Tertullian als Erster die lateinische Sprache seiner Umwelt verwendete; als Quelle für seine Begrifflichkeit im Allgemeinen und für den auctoritates-Begriff im Besonderen diente ihm und vielen der nachfolgenden Theologen zunächst vor allem die römische Rechtssprache. Die römischen Gottheiten waren nie als auctoritates verstanden worden, sodass auctoritas im traditionell-römischen Sprachgebrauch einen rein profanen Charakter hatte. Tertullian schuf den Begriff der auctoritas divina („Autorität Gottes“), um auszudrücken, dass der Wille des christlichen Gottes den Menschen zu sittlichen Handeln leiten soll, die Unterwerfung des Menschen unter diesen Willen – den römisch geprägten Konnotationen des Wortes auctoritas entsprechend – freiwillig erfolge (wobei die Gefolgschaft dann aber nicht mehr aufgekündigt werden dürfe). Tertullian ist auch der erste, der von der auctoritas divina andere Formen der auctoritas ableitet, wie etwa die der Apostel (auctoritas apostolica) und von dieser die der Heiligen Schrift, der Bischöfe und der Kirche, die allein die Schrift richtig auszulegen vermöge.
Cyprian, der in einer Zeit innerkirchlicher Auseinandersetzungen nicht zuletzt seine eigene Position als Bischof zu sichern versuchte, entwickelte Tertullians Theologie weiter, wobei insbesondere die Autorität der Bischöfe (auctoritas episcopalis) an Gewicht gewann. Nachdem die Gemeinde noch zur Zeit Tertullians durch Matthäus 18,20  („wo zwei oder drei in meinem Namen versammelt sind“) bestimmt gewesen war, lehrte Cyprian im 3. Jahrhundert, dass die Einheit der Kirche nur durch das Band der Bischöfe bewahrt werde, die von Gott eingesetzt seien und nun zu den alleinigen Trägern der auctoritas ecclesiae wurden. Cyprians Verständnis des bischöflichen Amtes war, wenngleich hier auch eine theologische Dimension hinzukam, eng ans römische Staatsrecht und dessen Verständnis des Senats bzw. des Princeps angelehnt. Eine Aufwertung erhielt bei Cyprian auch die Bischofssynode.
Augustinus kommt, wie Hannah Arendt aufgewiesen hat, das Verdienst zu, die römischen Ideen von Gründung und Tradition ins Christliche übertragen zu haben, wobei die Apostel von bloßen Zeugen von Leben, Tod und Auferstehung Christi zu Gründern wurden, „von denen die Kirche ihre eigene Autorität bezieht, solange sie ihr Zeugnis als Tradition von Generation zu Generation weitergibt.“ Bereits in seinen frühen Schriften De Ordine (386) und De utilitate credendi (391) hat Augustinus auf den Prinzipien auctoritas und ratio (Vernunft) seine Erkenntnislehre begründet: Auctoritas führe zum Glauben an die Wahrheit, ratio zu ihrer Erkenntnis. Zwar besitzt die ratio, da die christliche Lehre darauf basiere, für Augustinus von den beiden das größere Gewicht, doch stehe diese nur wenigen Gebildeten zu Gebote, und Verbreitung könne die Lehre erst durch auctoritas finden. Denn die Ungläubigen, die zum christlichen Glauben geführt werden sollen, seien infolge des Sündenfalls von Natur aus unvollkommen und auf auctoritas, die Augustinus als göttliche Hilfe verstand, angewiesen. Im Kern ist auctoritas für Augustinus eine „zur Nachahmung rufende Veranschaulichung einer Lehre“, wobei Jesus Christus als Vermittler der divina auctoritas die wahre, sichere und höchste Instanz bilde, gefolgt von der Bibel (als demjenigen Instrument, mit dem die christliche Lehre tradiert wird) und der Kirche (auctoritas ecclesiae). Als ethische und intellektuelle exempla können auch individuelle Persönlichkeiten Autorität ausüben. Dass Autorität bei Augustinus nicht politisch oder pädagogisch, sondern erkenntnistheoretisch begründet ist, schließt aus, dass sie bedingungslos anerkannt werden muss; Ernst Dassmann hat Augustinus’ Verständnis des Begriffs darum so auf den Punkt gebracht: „Autorität im augustinischen Sinn ist etwas, das Sicherheit gibt, ein Ziel anbietet und doch die Freiheit der Entscheidung offenläßt, denn Autorität lebt davon, daß sie nicht Zwang ausübt, sondern zu überzeugen vermag.“
Papst Gelasius I. regelte 494 die Leitung der Christenheit neu, indem er diese in zwei Bereiche einteilte, die regalis potestas (= die Macht des Kaisers) und die auctoritas sacrata pontificum (= die geweihte Autorität der Bischöfe). Die „gelasianische Zweigewaltenlehre“ sah vor, dass der byzantinische Kaiser, dem die potestas zugeordnet wurde, das Christentum ausschließlich auf der weltlichen Ebene schützen sollte, während dem Papst und den Bischöfen, denen die auctoritas zukam, die Leitung von allem oblag, was Glaubensfragen und -lehre betraf. Eine weitere Neuerung, die traditionell Gelasius zugeschrieben wird, vermutlich tatsächlich aber auf einen früheren Papst, Damasus, zurückgeht, ist die auf Grundlage von Matthäus 16,18  im Decretum Gelasianum festgeschriebene Bestimmung, dass der Bischof von Rom Vorrang vor allen anderen Bischöfen habe – eine Voraussetzung, auf der später das Papsttum errichtet wurde. Die wichtigste noch in der Antike erfolgte Ergänzung hat im ausgehenden 6. Jahrhundert Gregor der Große beigetragen, indem er das Verständnis von auctoritas als bischöfliche Amtsgewalt im machtpolitischen Sinne um den seelsorgerischen Amtscharakter erweitert hat, der dessen moralische Verantwortung einschloss; Hintergrund dieser Bemühung war die Tatsache, dass der Autoritätsbegriff sich als Ausdruck für die Herrschaft der Bischöfe schon derartig gefestigt hatte, dass Gregor Amtsmissbrauch zu unterbinden suchte.

#### Autorität im Judentum
Das Judentum kennt die Autorität der Rabbiner. Obwohl einzelne Toragelehrte wie z. B. Esra bereits seit dem 5. Jahrhundert v. Chr. als „Rabbis“ anerkannt waren – auch Jesus von Nazaret wird im Neuen Testament von seinen Jüngern als „Rabbi“ angesprochen (Markus 9,5 ) –, setzte sich das Rabbinertum als Strömung innerhalb des Judentums erst im Anschluss an die Zerstörung des zweiten Jerusalemer Tempels (70 n. Chr.) durch, in dessen Folge die jüdischen Priester – die Sadduzäer – an Bedeutung verloren und die Pharisäer tonangebend wurden. Ab etwa 200 n. Chr. waren Ritus und Theologie vom rabbinischen Judentum maßgeblich geprägt. Theoretisch begründet war die rabbinische Autorität, ähnlich wie später die kirchliche, in der Heiligen Schrift als Wort Gottes, deren Gebote (Mitzwot) nach der Kanonisierung der Tora der Erweiterung und der Anpassung an sich wandelnde Lebensumstände bedurften. Individuell verdient wurde und wird sie bis heute durch akademische Qualifikation bzw. durch Gelehrsamkeit, die in der Gemeinde Akzeptanz finden muss.

#### Autorität im Islam
Das Konzept Autorität spielt auch im arabischen Raum bzw. in der dritten großen abrahamitische Religion, dem im 7. Jahrhundert gestifteten Islam, eine Rolle. So entstand hier im späten 10. Jahrhundert etwa die Institution des Sultanats, der Herrschaft eines vom Kalifen eingesetzten und de facto unabhängigen individuellen Führers mit praktisch souveräner Autorität. Das Wort Sultan geht auf arab. sulṭān (سُلْطَان; „Stärke“, „Autorität“, „Herrscher“) zurück, dem wiederum sulṭa (سُلْطَة; „Macht“, „Autorität“) zugrunde liegt. Im Koran bezeichnet es ursprünglich eine moralische oder geistige Autorität.
Strikter theologisch kennt der Islam daneben den Begriff ulu'l-amr (أولو الأمر), diejenigen bezeichnet, „denen Autorität, Verantwortung oder Entscheiden oder das Regeln von Angelegenheiten obliegt“, wobei jede irdische Autorität freilich von der ultimativen Autorität Allahs abgeleitet sei. Ähnlich wie im Judentum, wo die Halacha laufend ergänzt werden muss, werden auch im Islam Autoritäten benötigt, weil der Koran zwar viele, aber keineswegs alle Fragen der Scharia zu klären vermag.

### Mittelalter
Wie sich anhand von zeitgenössischen Königsurkunden belegen lässt, haben im Frühmittelalter auch die Monarchen des bedeutendsten Nachfolgestaates des Weströmischen Reiches, des Fränkischen Reichs, auctoritas (auctoritas regia) beansprucht, wobei sie bzw. ihre Schreiber die Terminologie aus römisch-kaiserlichen Reskripten übernommen haben und der Begriff eine in erster Linie juristische Bedeutung hatte. Die auctoritas wurde hier als die rechtliche Form herrscherlicher Gewalt verstanden, die in ein Schriftstück übertragen werden konnte, das damit selbst zu einer auctoritas wurde. Eine entsprechende Doppelbedeutung hat im frühen Mittelalter auch die auctoritas des Papstes; im Frankenreich hatte dieser ein Beratungsrecht, das mit dem der römischen Senatoren verglichen worden ist.
Ein Grundzug der mittelalterlichen christlichen Scholastik war der ständige Rückgriff auf die Autorität ererbter Lehrmeinungen und Texte, beginnend mit den heidnischen Philosophen (besonders Platon), über die Bibel, bis hin zu den Schriften der Kirchenväter und der Konzile. Schon im 6. Jahrhundert war das (Papst Gelasius wohl fälschlich zugeschriebene) Decretum Gelasii de libris recipiendis et non recipiendis zusammengestellt worden, eine Liste von autoritativen (kanonischen) Schriften, die für christliche Theologen als verbindlich erachtet wurden und der – vor allem im 11. und 12. Jahrhundert – weitere, ähnliche folgten. Eine Neuerung des Hochmittelalters war, dass auch die zeitgenössischen Theologen, die magistri, an Ansehen gewannen und in die Listen aufgenommen wurden, etwa in den berühmten Liber pancrisis (etwa Mitte des 12. Jahrhunderts). Im 12. Jahrhundert hat Abaelard, der die auctoritas und die auctoritates grundsätzlich sehr wertschätzte, eine Autorität kritisiert, die dafür missbraucht werde, die freie Untersuchung niederzuhalten und zum Schweigen zu bringen.
Autoren wie Thomas von Aquin, dem wie kaum einem anderen christlichen Denker zuvor an rationaler Plausibilität gelegen war, haben diese Listen gelegentlich kritisch durchgesehen und Apokryphes ausgesondert; wie die seiner Vorgänger war jedoch auch Thomas’ gesamte Exegese vom Bestreben geprägt, die Wahrheit spezifisch in der Philosophie der Alten zu eruieren. Während Tradition und Autorität in der Philosophie nur eine Hilfsfunktion erfüllen, sei es, so meinte Thomas, der Theologie als Wort Gottes (sermo Dei) in höchstem Maße zu eigen, von Autoritäten her zu argumentieren. Das uti auctoritatibus wird bei Thomas zum Alleinstellungsmerkmal der christlichen Theologie, das sie von allen anderen Wissenschaften unterscheidet.
Zur Staatstheorie hatte Johannes von Salisbury bereits 1156–1159 den ursprünglich als Fürstenspiegel geplanten Traktat Policraticus de nugis curialium verfasst, in dem er seine Auffassung dargelegt hatte, dass ein Fürst nur durch Autorität Fürst sei und durch unrechtes Verhalten zum Tyrannen werde, mit der Folge, dass die Beherrschten ein ius resistentiae erlangen. Thomas schloss sich dieser Auffassung später an.
In der Römisch-katholischen Kirche besteht das Autoritätsprinzip bis in die Gegenwart fort, beispielsweise in den Ordensregeln (siehe Gehorsam#Glaubensgehorsam, Gehorsam#Gegenreformation) und den Regeln der mehrheitlich erst im 20. Jahrhundert entstandenen Säkularinstitute.

### Renaissance und Reformation
Für Martin Luther, der in seinen Schriften statt des lateinischen auctoritas vielfach das deutsche Wort Autorität verwendete, brachen unter dem Gewicht der einen auf die Heilige Schrift konzentrierten Autorität des Wortes Gottes („Sola scriptura“) alle Autoritäten der Tradition zusammen. Besonders vehement verneinte er eine Autorität des Klerus über die Seele des Menschen. Luther unterschied die Autorität der kanonischen Kirchenlehrer (auctoritas patrum) von der Autorität der Heiligen Schrift (auctoritas sacrae scripturae), wobei er unterstrich, dass die erstere nicht selbstständig neben der letzteren bestehe, sondern dass die Väter vielmehr alles, was sie theologisch sachgemäß lehren, letztlich der Heiligen Schrift verdanken. Er berief sich auf die auctoritas patrum für die Entwicklung seiner eigenen theologischen Lehre, wies aber auch Widersprüche zwischen den Aussagen der Väter und den Grundaussagen der Heiligen Schrift auf. Auf Luther – insbesondere auf seine 1523 erschienene Schrift Von weltlicher Obrigkeit, wie weit man ihr Gehorsam schuldig sei – geht weiterhin die Zwei-Reiche-Lehre zurück, nach der ein Christ mit seiner Seele Gott, mit seinem Leib aber der Obrigkeit untertan sei, wobei gegen die Letztere, wenn sie zur Sünde verführe, nach Apg 5,29  allerdings Widerstand zu leisten sei. Johannes Calvin hat dieser Lehre in seiner Institutio Christianae Religionis (1559) widersprochen und gefordert, dass die weltliche Obrigkeit die Gottesverehrung schützen solle. Die Himmelfahrt Christi bedeutete für Calvin, dass der Auferstandene seine Königsherrschaft bereits angetreten habe – eine Vorstufe zum Endziele des Reiches Gottes.
Mit Luthers Nachdenken über Autorität hat sich später eingehend Georg Wilhelm Friedrich Hegel beschäftigt (Vorlesungen über die Philosophie der Geschichte; gehalten 1821–1831, gedruckt postum 1832). Als wesentlichen Inhalt der Reformation nennt Hegel die Einsicht, dass „der Mensch […] durch sich selbst bestimmt [ist], frei zu sein.“ „Der Widerstreit Luthers aber […] betraf nicht bloß einzelne Aussprüche des Papstes und der Konzilien, sondern die ganze Art und Weise solchen Entscheidens überhaupt, endlich die Autorität der Kirche. Luther hat diese Autorität verworfen und an ihre Stelle die Bibel und das Zeugnis des menschlichen Geistes gesetzt. Daß nun die Bibel selbst die Grundlage der christlichen Kirche geworden ist, ist von der größten Wichtigkeit: Jeder soll sich nun selbst daraus belehren, jeder sein Gewissen daraus bestimmen können. Dies ist die ungeheure Veränderung im Prinzip, die ganze Tradition und das Gebäude der Kirche wird problematisch und das Prinzip der Autorität der Kirche umgestoßen.“ Gleichzeitig sah Hegel aber auch, wie die Autorität im Abwehren der Reformation in vielen Ländern sehr erfolgreich blieb.

### Neuzeit

#### Der säkularisierte Autoritätsbegriff verschmilzt mit dem der Macht
Ausgehend von Luther hat die bürgerliche Philosophie das Autoritätsverhältnis in steigendem Maße als gesellschaftliches Herrschaftsverhältnis behandelt.

##### 16. und 17. Jahrhundert
In der Staatstheorie wurde über Autorität im 16. Jahrhundert erneut nachgedacht, als die Juristen des französischen Königs vor dem Hintergrund der Hugenottenkriege vor die Aufgabe gestellt waren, ihren Monarchen über die religiösen Streitigkeiten zu stellen. Jean Bodin formulierte in diesem Zusammenhang in seinen Sechs Büchern über den Staat (1576) als erster das Konzept der Souveränität, das den König von der Unterwerfung unter fremde Autorität (einschließlich der Kirche) vollständig befreite, sodass er zum absoluten Herrscher werden konnte. Bodin verwendet den Begriff der Autorität zwar noch, grenzt ihn gegen die Begriffe Souveränität und Macht (puissance) jedoch nicht mehr ab.
René Descartes fand, wie Friedrich Nietzsche es etwas überspitzt formuliert hat, „daß alle Autorität nur in der Vernunft sei.“ Descartes’ philosophische Leistung liegt u. a. darin, dass er für die Erkenntnis einen völlig autoritätsfreien geschichtslosen Nullpunkt postuliert hat („Cogito ergo sum“; Meditationes de prima philosophia, 1641). Er blieb dem christlichen Glauben treu und verwarf die Autorität nicht, sah sie aber überboten durch die Übermacht der Evidenz, die für ihn einer neuen Autorität gleichkam.
Von Bodin stark beeinflusst war Thomas Hobbes, der über Autorität unter anderem in seinem Hauptwerk Leviathan (1651) schrieb. Darin wandte er sich gegen den noch von Johannes von Salisbury und Thomas von Aquin vertretenen Gedanken, dass Macht ohne Autorität Willkür und Tyrannei sei, erklärte, dass Macht unabhängig von jeder übergeordneten Instanz sein müsse, verwarf das Konzept der Auctoritas und integrierte sie in der Macht.

##### 18. Jahrhundert
Gottfried Wilhelm Leibniz, dessen Monadologie (1714) als eine frühe Theorie des modernen Individuums gelesen werden kann, war weit davon entfernt, Autorität an sich zu kritisieren; der von der kirchlichen Autorität gegründete Kanon war für ihn das einschlägige Instrument, dessen sich Gott, um sich den Menschen zu offenbaren, bedient. Leibniz stellte jedoch fest, dass Menschen Offenbarung nicht nur in der Heiligen Schrift, sondern auch durch Gebrauch ihrer Vernunft finden können, und dass die Autorität an eine Schranke stoße, nämlich an der Denkweise der Toleranz, die sich, wie Kuno Fischer schrieb, „aus jenem tief innerlichen, unbegreiflichen Glaubensgrunde rechtfertige, der schlechterdings individuell sei“. Der kirchlichen Unfehlbarkeit sei als Glaubensgrund auf jeden Fall die göttliche Gnade, dem kirchlichen Autoritätszwang die protestantische Gewissensfreiheit gegenüberzustellen.
Einer der wichtigsten Beiträge, die Immanuel Kant zur Geistesgeschichte der Autorität geleistet hat, war die Ablösung der theonomischen, durch Autoritäten vermittelten Ethik durch den kategorischen Imperativ. Er hat hier die ethischen Normen aus einem der menschlichen Vernunft innewohnenden Moralprinzip hergeleitet. Kant war gläubig und behielt das protestantische Sola scriptura als Prinzip bei, anerkannte die absolute Autorität der Vernunft aber dadurch, dass er als alleinigen Ausleger der Schrift die Vernunftreligion zusammen mit der Schriftgelehrsamkeit zuließ. Wie Max Horkheimer aufgewiesen hat, finden sich Aussagen über Autorität auch dem Essay Was ist Aufklärung? (1784), in dem Kant statt von „Autorität“ allerdings – eher polemisch und ohne dezidierten theoretischen Anspruch – von „Vormündern“ sprach.
Unter dem Eindruck der im Jahr zuvor begonnenen Französischen Revolution publizierte der irisch-britische Staatsphilosoph Edmund Burke 1790 seine Reflections on the Revolution in France, die zu einem Manifest des Konservatismus wurden und in denen er die Autorität, als eine Größe, der das Vereinigte Königreich seine Stabilität verdanke, glühend verteidigte. Ähnlich zeichnete auch der savoyische politische Philosoph Joseph de Maistre die Autorität, deren Quelle im Papsttum liege, als Heilmittel für Frankreich (Considérations sur la France, 1796; Du Pape, 1819). Der französische Staatstheoretiker Louis-Gabriel-Ambroise de Bonald warb aus denselben Gründen für eine Vereinigung von Staat und Kirche (Théorie du Pouvoir, 1796). Die Stoßrichtung all dieser drei Autoren war der Kampf gegen das, was sie als Anarchie und Gesetzlosigkeit erkannten. Wie Fritz Strich gezeigt hat, warb wenig später auch die deutsche Romantik (Friedrich Schleiermacher, Friedrich Schlegel) für Autorität, aber nicht so sehr, um der Anarchie Einhalt zu gebieten, als vielmehr in einer Abwehr der gleichmachende Vernunft und ihrer Gesetze, und um den Glauben an das nicht zu beweisende, göttliche Recht von Königtum und Kirche wieder einzusetzen.
Johann Gottlieb Fichte (Das System der Sittenlehre nach den Principien der Wissenschaftslehre, 1798) ging in seiner Kritik der traditionellen Autorität noch weiter als Kant, als er seine gesamte Ethik auf den Gewissensbegriff gründete und ausschloss, dass jemand, der auf Autorität handelt, gleichzeitig auch nach seinem Gewissen handeln könne. Für ebenso unvereinbar hielt er fremde Autorität und selbstständiges Nachdenken, was Horkheimer später zu der Bemerkung veranlasste, die Vernunft sei bei Fichte „wesentlich als Gegensatz zur Autorität bestimmt“.

##### 19. Jahrhundert
Friedrich Julius Stahl, dessen Bedeutung u. a. in seiner noch heute anerkannten Definition des Rechtsstaates liegt, schrieb über Autorität in seinem Hauptwerk Die Philosophie des Rechts nach geschichtlicher Ansicht (1830/1854). Seine Überlegungen waren eine Reaktion auf die französische Julirevolution von 1830. Stahl hielt unter Berufung auf Römer 13  die monarchische Autorität für den sittlichen Rechtsboden in Deutschland: „Insbesondere hat die Obrigkeit Ansehen und Gewalt von Gott. Sie ist von Gottes Gnaden.“ Die Autorität des Staates hat er dann verabsolutiert: „Als die Anstalt zur Beherrschung des gesammten menschlichen Gemeinzustandes ist der Staat die Eine, oberste, die souveräne Macht auf Erden.“ Horkheimer hat Stahls System später als „die erste rein autoritäre deutsche Staatsphilosophie“ bezeichnet.
Søren Kierkegaard hat sich mit der Autorität in seinen Schriften Über den Unterschied zwischen einem Apostel und einem Genie (1847) und Das Buch über Adler (postum, 1872) beschäftigt. Hintergrund seiner Überlegungen war der Geniekult seiner Zeit, dem der Künstler als quasi religiöse Figur erschien; Kierkegaard lehnte die Verschaltung ästhetischer und religiöser Sphären ab und griff auf den Autoritätsbegriff zurück, um zwischen Genie und Apostel eine scharfe Trennlinie zu ziehen: „Ein Genie ist, was es ist, durch sich selbst – durch das, was es in sich selbst ist; ein Apostel ist, was er ist, durch seine göttliche Autorität.“ So brauche z. B. Paulus, um Gehör zu finden, nicht geistreich zu sein. Kierkegaard definierte dann: „Autorität ist eine spezifische Qualität, die von anderswoher dazukommt und qualitativ sich geltend macht, wenn der Inhalt der Aussage oder der Tat ästhetisch in Indifferenz gesetzt ist.“ Charakteristisch für Autorität ist nach Kierkegaard weiterhin, dass auch die Botschaft selbst, die von der autorisierten Person übermittelt wird, transzendenter Art ist, also auf etwas Fremdes verweist, das in seiner Bedeutung den Boten selbst übersteigt.
Karl Marx hat sich mit Autorität im ersten Band seines Hauptwerks Das Kapital (1867) auseinandergesetzt. Autorität hat ihn spezifisch im Hinblick auf die gesellschaftliche Abhängigkeit der Lohnarbeiter vom Kapitalisten (dem Produzenten als Personifikation des Kapitals) interessiert, wobei er die autoritative Herrschaft des Produzenten nicht nur als eine normale Funktion der kapitalistischen Produktionsverhältnisse, sondern auch als Ausdruck des Antagonismus beschrieben hat, der zwischen „dem Ausbeuter und dem Rohmaterial seiner Ausbeutung“ unvermeidlich bestehe. Obwohl sich auch Friedrich Engels (Von der Autorität, 1873) mit dem Thema beschäftigt hat, haben die Begründer des Marxismus keine geschlossene Theorie der Autorität hervorgebracht. Der von der Aufklärung ererbten Auffassung, dass der Autorität ein Moment von Unmündigkeit innewohne, steht hier unvermittelt die Einschätzung gegenüber, dass klare Leitungsstrukturen in jeder Organisation, kommunistische Organisationen eingeschlossen, unverzichtbar seien.

##### Wende zum 20. Jahrhundert
Gustave Le Bon nannte 1895 in seinem Hauptwerk Psychologie der Massen als zwei der Haupteigenschaften der Masse die Intoleranz und den Autoritätsglauben: „Sobald eine gewisse Zahl lebender Wesen vereinigt sind, einerlei ob eine Herde Tiere oder eine Menschenmenge, stellen sie sich instinktiv unter die Autorität eines Oberhauptes.“ „Der Typus des von den Massen verehrten Helden wird stets den Caesarencharakter aufweisen. Sein Helmbusch verführt sie, seine Autorität imponiert ihnen, und sein Schwert schüchtert sie ein.“ Die grundlegende Eigenschaft jedoch, mit der ein Führer sich die Gefolgschaft der Masse sichert, ist für Le Bon dessen Prestige.
Das Werk des französischen Sozialphilosophen Georges Sorel (L'avenir socialiste des syndicats, 1898) bildet, wie Herbert Marcuse aufgewiesen hat, ein Beispiel für den Umschlag einer abstrakt-antiautoritären Einstellung in einen verstärkten Autoritarismus. Im Sinne des Anarchosyndikalismus galt Sorels Kritik dem unter der Führung der Parteileitung organisierten Zentralismus der sozialistischen Bewegung, den er durch Akephalie ersetzen wollte, besonders die spontane Gründung proletarischer Institutionen. Die Autorität, die im klassischen Sozialismus Grundbedingung von Organisation ist, wird bei Sorel von ihrem ökonomischen und sozialen Ziel gelöst und zur Autorität an sich in Gestalt der neuen Eliten, die von der sozialen Revolution geboren werden. Da Sorels autoritäre Eliten von den Führereliten des Faschismus kaum zu unterscheiden sind, haben nationalsozialistische Autoren sich später nicht gescheut, ihn als einen ihrer Vordenker einzustufen. Den Autoritätsbegriff hat Sorel auch für seine Unterscheidung von Macht und Gewalt herangezogen: „Macht stellt eine Bewegung hin auf Autorität dar, das Bemühen, Gehorsam zu finden; Gewalt hingegen ist durch eine Zerstörung jeglicher Autorität gekennzeichnet.“ Vilfredo Pareto (Trattato di sociologia generale, 1916) hat den Gedanken der Eliten wenig später noch weiter getrieben.
Georg Simmel hat sich mit Autorität im Kapitel Über- und Unterordnung seiner 1908 erschienenen Soziologie beschäftigt. Er unterschied Autorität explizit von Zwang: „Was man z. B. »Autorität« nennt, setzt in höherem Maße, als man anzuerkennen pflegt, eine Freiheit des der Autorität Unterworfenen voraus, sie ist selbst, wo sie diesen zu "erdrücken" scheint, nicht auf einen Zwang und ein bloßes Sich-Fügen-Müssen gestellt.“ Simmel beschrieb zwei Arten der Genese von Autorität: Erstens das Autoritativ-Werden einer Persönlichkeit, die in ihrer Umgebung mit ihren Meinungen Glauben und Vertrauen erwirbt, und zweitens das Autoritativ-Machen einer Persönlichkeit durch eine anerkannte überindividuelle Instanz. Wichtig war Simmel, Autorität von Prestige zu unterscheiden, das eine rein persönliche Eigenschaft sei und ein „Mitreißen“ der Gefolgschaft bewirke, während Autorität einen gleichzeitig höheren und kühleren Normcharakter habe und der Gefolgschaft eher als Prestige auch Kritik erlaube.
Eine Verteidigung der Autorität als Garant sittlichen Gehorsams hat Max Scheler in seiner 1913 veröffentlichten Schrift Der Formalismus in der Ethik und die materielle Wertethik vorgenommen. Grundlage seiner Ethik war die Autonomie der sittlichen Einsicht, die für ihn aber nicht zwingend ein eigenes subjektives Einsehen des Individuums in Gut und Böse voraussetzte, sondern ebenso gut auch durch Autorität, Tradition und Vorbilder vermittelt sein konnte.

##### Weber

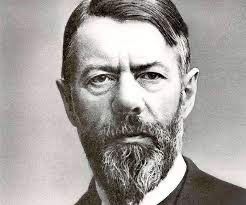
Das moderne Verständnis des Autoritätsbegriffs ist weitgehend von Max Weber (1864–1920) geprägt.

Max Weber hat sich mit dem Autoritätsbegriff u. a. in seinem soziologischen Hauptwerk Wirtschaft und Gesellschaft (1919–1920, postum) beschäftigt. Seine Beiträge zum Thema gelten als die für das heutige, soziologische Verständnis von Autorität wichtigsten. Insbesondere geht auf Weber der Gedanke zurück, dass Autorität nicht, wie die Theologie dies konzipiert, durch eine höhere Instanz (Gott) objektiv begründet wird, sondern dass sie ausschließlich als Zuschreibungsphänomen zu sehen sei. Sie bestehe nur, solange sie von den Personen, die ihr unterworfen sind, anerkannt werde und diese den Anweisungen wenigstens bis zu einem gewissen Grade freiwillig gehorchen. Weber setzt Autorität weitgehend mit Herrschaft gleich, wobei er sie – eher beiläufig – als „ein unabhängig von allem Interesse bestehendes Recht auf »Gehorsam« gegenüber den tatsächlich Beherrschten“ definiert. Herrschaft definiert er als „die Chance […], für spezifische (oder: für alle) Befehle bei einer angebbaren Gruppe von Menschen Gehorsam zu finden.“
Der Begriff der Autorität ist bei Weber eng mit dem der Legitimität verknüpft, also der Tatsache, dass eine Herrschaft formal korrekt zustande gekommen ist und dass das Gehorchen wenigstens bis zu einem gewissen Grade im Interesse der Beherrschten ist und dass diese wenigstens bis zu einem gewissen Grade gehorchen wollen. Je nach den Motiven, die einem solchen Gehorchenwollen zugrunde liegen, unterscheidet Weber drei Formen legitimer Herrschaft: eine traditionale (Beispiel: die auctoritas der römischen Kaiser), eine rationale bzw. legale (in Reinform oft in einer Bürokratie, wo jeder dem jeweiligen Vorgesetzten gehorcht) und eine charismatische (die auctoritas der römischen Senatoren). Wie gelegentlich kritisiert worden ist, lässt Weber offen, ob Herrschaft für ihn immer legitime Herrschaft ist oder ob illegitime Herrschaft ihn in dem Kontext, in dem er sich damit beschäftigt hat, lediglich nicht interessiert hat. In klarer Abgrenzung zu Herrschaft definiert er Macht jedoch als „jede Chance, innerhalb einer sozialen Beziehung den eigenen Willen auch gegen Widerstreben durchzusetzen, gleichviel worauf diese Chance beruht.“
Webers Gedanke, dass Autorität weder von Gott noch von Natur aus gegeben sei, sondern allein auf Anerkennung und Achtung beruhe, wurde später u. a. von Wolfgang Sofsky und Rainer Paris weiter ausgearbeitet.

#### Psychologie und Psychoanalyse im frühen 20. Jahrhundert
William McDougall (An Introduction to Social Psychology, 1909) vermutete im Anschluss an Théodule Ribot, dass der Mensch einen angeborenen Instinkt zur Selbsterniedrigung (Self-abasement) bzw. Unterwerfung (Subjection) habe. Ähnlich glaubte auch Alfred Vierkandt (Gesellschaftslehre, 1923) an einen menschlichen Instinkt bzw. Trieb zur Unterordnung; Vierkandt unterschied aber nachdrücklich zwischen einem Gehorsam aus Verehrung für den Befehlenden und einem Gehorsam aus Furcht, wobei er nur den ersteren mit Autorität in Verbindung brachte.
Sigmund Freud (Das Ich und das Es, 1923) hat den Autoritätsbegriff in seinen Schriften nur beiläufig erwähnt, ohne ihm, wie später Wilhelm Reich und Erich Fromm, im Gebäude seiner psychoanalytischen Theorie einen besonderen Stellenwert zu geben. Anders als diese beiden Nachfolger hielt Freud nicht die Unterdrückung der kindlichen Sexualität (Reich) oder die Internalisierung der väterlichen Autorität (Fromm) für den entscheidenden Faktor, durch den die Seele des modernen Menschen bereits in der Kindheit geprägt wird, sondern den Ödipuskomplex.

#### Freudomarxismus
Im deutschen Sprachraum und im deutschen Exil in den Vereinigten Staaten nahm der theoretische Diskurs über Autorität unter dem Eindruck des sich anbahnenden Nationalsozialismus, der Psychoanalyse und des Marxismus seit den 1930er Jahren eine Wendung, die für den deutschen Sprachraum bis heute weitgehend spezifisch geblieben ist. Autorität wurde hier einerseits mit Zwang und Machtmissbrauch gleichgesetzt und die Bereitschaft zur Unterwerfung unter Autorität andererseits als ein massenhaft verbreitetes psychisches Syndrom beschrieben, das aus den kapitalistischen Produktionsverhältnissen geboren sei und den Faschismus ermöglicht habe.

##### Reich
Der österreichische Psychoanalytiker, Soziologe und Begründer des Freudomarxismus Wilhelm Reich hat sich mit Autorität in seinem 1933 erschienenen Werk Massenpsychologie des Faschismus beschäftigt. Darin beschreibt er als Erster einen Zusammenhang zwischen autoritärer Triebunterdrückung und faschistischer Ideologie. Reich hielt die „autoritäre Familie“ für die „Struktur- und Ideologiefabrik“ des „autoritären Staat[es]“, wobei er – anders als später etwa Erich Fromm – davon ausging, dass die „autoritäre Strukturierung des Menschen […] zentral durch Verankerung sexueller Hemmung und Angst am lebendigen Material der sexuellen Antriebe“ erfolge. Reichs Gedanke, dass der „Kampf gegen die Sexualität der Kinder und Jugendlichen“ geführt werde, um die junge Generation autoritär abzurichten, wurde später in der 68er-Bewegung aufgegriffen, deren Vertreter zum Teil der Auffassung waren, dass der angestrebte Gesellschaftswandel eine Befreiung der kindlichen Sexualität zur Voraussetzung habe. Vereinzelt, etwa in der Kommune 2, führte dies zu Versuchen, kindliche sexuelle Aktivitäten nicht nur zu tolerieren, sondern sogar aktiv zu fördern.

##### Horkheimer
Max Horkheimer gab das noch von Simmel vertretene Diktum, nach dem Zwang und Autorität sich per definitionem gegenseitig ausschließen, vollständig auf. In seinem Essay Autorität und Familie, der 1936 in dem Sammelband Studien über Autorität und Familie erschienen ist, hat er Autorität („jene inneren und äusseren Handlungsweisen […], in denen sich die Menschen einer fremden Instanz unterwerfen“) mit Herrschaft zunächst weitgehend gleichgesetzt und dann genauer als „bejahte Abhängigkeit“ definiert, diese anders als Vierkandt aber nicht bedingungslos positiv gesehen, sondern auch den Fall beschrieben, dass der Glaube an den Nutzen eines Gehorsamsverhältnisses auch dann aufrechterhalten wird, wenn dieser gar nicht mehr existiert. Autorität war für Horkheimer insofern „eine zentrale historische Kategorie“, als er überzeugt war, dass sie für die Mentalität der Menschen in der Klassengesellschaft wie kaum ein anderer Faktor prägend sei. Die durch die Autorität der Kirche erzeugte Unfreiheit, die mit der Säkularisierung hatte abgeschafft werden sollen, sei unter der Autorität der modernen Produktionsverhältnisse und ihrer Repräsentanten als Unfreiheit in die Gesellschaft wieder zurückgekehrt. Selbst die Sachautorität z. B. eines Arztes werde in diesem Kontext korrumpiert und zum „Rechtstitel für Macht und Ausbeutung“. Der Protestantismus und die Aufklärung haben vom Gehorsamszwang keine Befreiung gebracht, sondern ihn als vermeintliches Gebot der Vernunft im Gegenteil perpetuiert. Horkheimers Interesse gilt dabei nicht dem Gehorsamsanspruch der Befehlenden (den er mit dem Adjektiv autoritativ belegt), sondern fast ausschließlich der Autoritätsbejahung, die seiner Auffassung nach im Kapitalismus für die Abhängigen charakteristisch wird; das Adjektiv autoritär reserviert er hier – abweichend vom gemeinsprachlichen Wortgebrauch – zur Bezeichnung der Gehorsamsbereitschaft.
Die von den zeittypischen Produktionsverhältnissen geprägte Gehorsamsbereitschaft werde, so schreibt Horkheimer weiter, bereits während der Kindheit in der Familie eingeübt, wobei er allerdings einräumt, dass im Christentum die Aufgabe der Familie schon seit Augustinus darin gesehen worden sei, „zum autoritären Verhalten in der Gesellschaft zu erziehen“. In diesem Zusammenhang verweist er explizit auf den von Erich Fromm geprägten Begriff des autoritären Charakters, als ein mentales Syndrom, welches das Kind durch die Elternhauserziehung – und zwar insbesondere durch die väterliche Erziehung – erwerbe.
In seinem um 1940 geschriebenen Essay Autoritärer Staat hat Horkheimer die globale Tendenz zum Etatismus (Faschismus, Bolschewismus, New Deal) als eine zeittypische Krisenlösungsstrategie des Kapitalismus beschrieben: „Der Staatskapitalismus ist der autoritäre Staat der Gegenwart“. Auch in diesem Text setzt er Autorität mit Zwang gleich: „In all seinen Varianten ist der autoritäre Staat repressiv.“

##### Fromm
Der Psychoanalytiker Erich Fromm, der mit Horkheimer am Frankfurter Institut für Sozialforschung eng zusammengearbeitet hatte, hat seine Gedanken zur Autorität 1936 in einem Kapitel desselben Gemeinschaftswerks Studien über Autorität und Familie dargelegt, das als Einleitung auch Horkheimers oben genannten Essay enthielt. Grundlage dieses Textes ist die Studie Arbeiter- und Angestellten-Erhebung, die Fromm am Institut für Sozialforschung 1929–1931 durchgeführt hatte und deren Ergebnisse im Anhang des Buches ebenfalls veröffentlicht sind. Während Horkheimers Interesse der sozialen und politischen Dimension der Autorität bzw. der Gehorsamsbereitschaft galt, waren Fromms Kernthema „[d]ie einzelnen Mechanismen, welche bei der autoritären Charakterbildung in der Familie wirksam sind“. Fromm definiert Autorität rein tiefenpsychologisch, nämlich als diejenige außenweltliche Instanz, die bewirke, dass das Individuum ein Über-Ich ausbilde. Hintergrund der Beschäftigung mit dem „autoritären Charakter“ ist die innerhalb des Instituts für Sozialforschung gemachte Beobachtung einer „extreme[n] Autoritätsstruktur“, die „in der neuesten Zeit in Europa sich entwickelt hat“. Obwohl Fromm unter Berufung auf Simmel Autorität und Zwang zunächst explizit unterscheidet, setzt er wie Horkheimer beide später aber doch gleich: „Die Autoritäten als die Vertreter der äusserlichen Gewalt werden verinnerlicht, und das Individuum handelt ihren Geboten und Verboten entsprechend nun nicht mehr allein aus Furcht vor äusseren Strafen, sondern aus Furcht vor der psychischen Instanz, die es in sich selbst aufgerichtet hat.“ Von Freud grenzt Fromm sich ab, indem er betont, dass Prozesse wie die Umwandlung von Autorität in Über-Ich nichts rein Natürliches, sondern „von der Produktionsweise und der daraus resultierenden gesellschaftlichen Struktur jeweils mit bedingt“ seien.
Etabliert werde das Über-Ich, so führt er aus, durch die väterliche Erziehung, wobei für die Pädagogik besonders folgenreich war, dass Fromm überzeugt war, dass fast alle Väter Hass in ihren Kindern säen, indem sie sie ausnutzen, sei es direkt ökonomisch (etwa in Bauernfamilien) oder psychologisch (um sich als Kompensation für frustrierende berufliche Erfahrungen persönlich zu erhöhen). Die Beobachtung, dass die Unterwerfung unter Autorität von vielen Menschen offenbar lustvoll erlebt wird, erklärt Fromm damit, dass hier ein gewisser Masochismus am Werke sei, wobei er sich auf Wilhelm Reich und Karen Horney bezieht. Die masochistische Gehorsamsbereitschaft sei mit starken ambivalenten Gefühlen verbunden, wobei die Hass-Anteile verdrängt und gegen bestimmte Feindbilder (z. B. fremde Völker) kanalisiert bzw. als Grausamkeit gegen Schwächere ausgelebt werden. Der Nutzen der Unterwerfung unter eine Autorität bestehe für Menschen mit autoritärem Charakter darin, dass sie ihnen einerseits Orientierung, gefühlte Sicherheit und Angstlosigkeit und andererseits Partizipation am Glanz der Gewalt verschaffe. Auffällig seien bei diesem Charaktertyp auch anale und homosexuelle Züge.
In seiner Schrift Die Furcht vor der Freiheit (1941) hat Fromm zusätzlich eine Unterscheidung zwischen offener und anonymer Autorität eingeführt; die letztere sei eine konkrete Instanz, die letztere dagegen sei „getarnt als Common Sense, Wissenschaft, seelische Gesundheit, Normalität, öffentliche Meinung“. Weiterhin hat er in diesem Text zwischen rationalen Autoritätsbeziehungen einerseits und hemmenden bzw. irrationalen andererseits unterschieden. Während im Falle der rationalen Autorität Befehlsgeber und -empfänger ein gemeinsames Ziel verfolgen (Beispiel: ein Lehrer, der seinem Schüler etwas beibringt), seien bei der irrationalen Autorität die Beteiligten Gegenspieler (Beispiel: ein Sklavenhalter, der die Arbeitskraft seines Sklaven ausbeutet).

##### Adorno
Theodor W. Adorno war mit Horkheimer seit 1922 befreundet und folgte ihm nach der nationalsozialistischen Machtübernahme ins amerikanische Exil, wo beide erst in New York und später in Kalifornien eng zusammenarbeiteten. Ohne Horkheimer, aber mit der Psychoanalytikerin Else Frenkel-Brunswik und weiteren führte Adorno seit 1944 an der UC Berkeley ein Forschungsprojekt zum Antisemitismus durch, dessen Ergebnisse 1950 unter dem Titel The Authoritarian Personality veröffentlicht wurde (deutsche Fassung 1973 postum unter dem Titel Studien zum autoritären Charakter). Die Studie zielte auf eine empirische Erfassung des autoritären Charakters und ging hinsichtlich der Theorie der Autorität über das, was Horkheimer und Fromm bereits geleistet hatten, kaum hinaus.

##### Antiautoritäre Bewegung
Während die 68er-Bewegung (Studentenbewegung) in den Vereinigten Staaten vorrangig eine Bürgerrechts- und Antikriegsbewegung war, stand in der Bundesrepublik Deutschland das Aufbegehren gegen das Establishment und gegen hierarchische Strukturen in staatlichen Einrichtungen (besonders den Universitäten) sowie die Forderung nach mehr Mitbestimmung, freier (wissenschaftlicher) Entfaltung und nach Abkehr von autoritären Erziehungsmethoden im Mittelpunkt. Konkrete Anlässe zur Formierung der Protestbewegung lagen in Westdeutschland u. a. in der Großen Koalition, mit der die parlamentarische Opposition verschwand, und in den Notstandsgesetzen; beide schienen die Demokratie unmittelbar zu bedrohen.
Über die Sicherung der Demokratie hinaus wurde angesichts der Verdrängung der NS-Vergangenheit die Übernahme individuell-biografischer und gesamtgesellschaftlicher Verantwortung für den Nationalsozialismus gefordert. Die „Nazivergangenheit der Eltern“ ist ein wichtiger Gesichtspunkt der für die 68er-Bewegung charakteristische Abgrenzung von der Lebensweise der Elterngeneration („trau keinem über 30“). Der Widerspruch gegen die überkommenen Werte und Normen – insbesondere gegen die Autorität von Institutionen – war bei den westdeutschen Jugendprotesten so zentral, dass sich für einen ganzen Flügel der Bewegung die Bezeichnung „antiautoritäre Bewegung“ durchgesetzt hat.

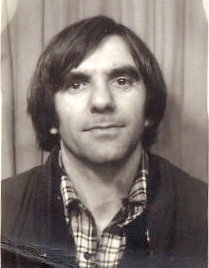
Der Soziologe und Aktivist Rudi Dutschke hat 1968 das Autoritätsverständnis der Frankfurter Schule popularisiert und damit Entscheidendes zur Umformung der Pädagogik beigetragen.

Ingrid Gilcher-Holtey berichtete 2008 in ihrer Geschichte der 68er-Bewegung, dass es Rudi Dutschke gewesen sei, der – im Anschluss an die Lektüre von Horkheimers Schrift Der autoritäre Staat – die Begriffe „autoritär“ und „antiautoritär“ in die deutsche Debatte eingeführt habe. Die Kritische Theorie der Frankfurter Schule, die bis dahin wenig rezipiert worden war, kam erst in der Protestbewegung der 1960er Jahre, in der „Theorie“ häufig den Rang eines Kampfbegriffs erlangte, praktisch überhaupt zur Geltung. In Anlehnung an die Faschismus-Theorie der Frankfurter Schule wurden die Wurzeln des Faschismus in der durch repressive Erziehung „verseuchte[n] Psyche“ des Einzelnen gesucht. Dutschke schrieb 1968: „Der heutige Faschismus ist nicht mehr manifestiert in einer Partei oder einer Person, er liegt in der tagtäglichen Ausbildung der Menschen zu autoritären Persönlichkeiten, er liegt in der Erziehung. Kurz, er liegt im bestehenden System der Institutionen.“ Für den antiautoritären Flügel der 68er-Bewegung war das erklärte Ziel die „Erziehung neuer Menschen“. In diesem Zusammenhang sind die Kinderladenbewegung und die theoretische Begründung der verschiedenen Spielarten der antiautoritären Erziehung (einschließlich der Antipädagogik) zu sehen.

##### Spätere Beiträge und Positionen
Der französische Psychoanalytiker Gérard Mendel hat die Autorität 1971 als „täuschende Maske der Gewalt“ kritisiert, die im Falle unzureichenden oder verweigerten Gehorsams ihr wahres strafendes Gesicht zeige.
Die Essayistin Katharina Rutschky hat den Gedanken, dass die autoritäre Zurichtung moderner Menschen durch eine bestimmte Art von Erziehung erfolge, 1977 erneut ins Psychoanalytische gewendet und dabei gleichzeitig aus dem historischen und politischen Kontext herausgelöst, in dem insbesondere Horkheimer den Autoritätsbegriff gesehen hatte. Rutschkys Schlagwort von der „Schwarzen Pädagogik“ wurde 1980/1981 von Alice Miller weiter popularisiert.
Im Anschluss an Horkheimer hat Heinrich Popitz noch 1986 davor gewarnt, das Verhältnis von Autorität (als innerer Macht, die „als schlechthin rein, liebend, frei beschrieben“ werde) und Macht (als äußerer Macht, die stets mit Zwang einhergehe) als ein polares Verhältnis von Gut und Böse zu vereinfachen: „Autoritätswirkungen können zu Beziehungen und Handlungen ganz gegensätzlicher Art führen, zu blindem, blindwütigem Gehorsam oder zu liebend-hellsichtiger Unterordnung, zu fanatischer Selbstaufgabe oder zu selbstbewußter Geborgenheit.“ Auch wies Popitz auf, dass Autorität mit dem Gebrauch von Zwangsmitteln nicht grundsätzlich unvereinbar sei. Besondere Brisanz sah er darin, dass Autorität – anders als äußere Macht – nicht nur das Verhalten, sondern auch die Einstellungen der Gehorchenden zu beeinflussen vermöge. Popitz war es auch, der im Autoritätsverhältnis dezidierter als andere Autoren vor ihm einen auf Selbstentfremdung hinauslaufenden doppelseitigen Anerkennungsprozess beschrieben hat, der darin bestehe, dass der Gehorchende durch seine Anerkennung nicht nur den Autoritätsstatus seines Gegenübers erst erzeuge, sondern daran anknüpfend auch eine Fixierung seines Anerkennungsstrebens auf solche überlegenen Personen oder Gruppen entwickele.

#### Jenseits des Freudomarxismus
Die Positionen von Reich, Horkheimer und Fromm haben im deutschen Sprachraum den Diskurs um Autorität oft dominiert, bilden aber nur einen kleinen Ausschnitt des Spektrums der Überlegungen, die zu diesem Thema beigetragen worden sind. Auf Seiten der katholischen Theologie wurde der Antiautoritarismus etwa von Walter Kerber in Frage gestellt. Außerhalb des deutschen Sprachraums sind der Freudomarxismus und die Frankfurter Schule sogar wenig rezipiert worden, und ganz andere Autoren stehen im Vordergrund.
Im amerikanischen Exil hat Hannah Arendt (Was ist Autorität?, 1956) implizit gegen Horkheimer und Fromm Stellung bezogen und ihnen vorgeworfen, Autorität sachlich fehlerhaft mit Zwang gleichzusetzen. Ebenso wie nach ihr Theodor Eschenburg, Leonard Krieger, Dolf Sternberger, Thomas Christiano und David Estlund hat Arendt versucht, den durch die Frankfurter kompromittierten Autoritätsbegriff für die Demokratie wiederzugewinnen.
Eine Auseinandersetzung mit dem Autoritätsbegriff findet sich auch in Hans-Georg Gadamers Hauptwerk Wahrheit und Methode (1960). Gadamer war zu der Auffassung gelangt, dass die Aufklärung übers Ziel hinausgeschossen sei, weil absolute Vernunft nicht möglich sei und ein menschlicher Geist niemals eine allumfassende Wahrheit erfahren oder begreifen könne. Gerade aus Gründen der Vernunft hielt Gadamer es für geboten, Personen, die an Einsicht und Urteil überlegen sind, Autorität zuzubilligen.
Bertrand de Jouvenel hat in seinem 1963 erschienenen Werk Über Souveränität definiert: „L'autorité est la capacité d'obtenir l'approbation des autres.“ (Übersetzung: „Autorität ist das Vermögen, die Zustimmung anderer zu gewinnen.“) Wie bereits Hannah Arendt aufgewiesen hatte, fehlt bei derartig gefassten Definitionen aber die Trennschärfe sowohl zu Zwang einerseits als auch zu Argumentation und Überredung, wie sie für egalitäre Gesellschaften charakteristisch sind, andererseits. Jouvenel unterschied zwischen einer „natürlichen“ Autorität, die vom Gehorchenden gewählt werde, und einer „gesellschaftlich institutionellen“ Autorität, die den Gehorsam einfordere.
Abweichend von dem, was die Frankfurter Schule unter diesem Wort verstand, hat 1964 der spanische Soziologe und Politologe Juan Linz den Begriff des Autoritarismus geprägt, als Bezeichnung für einen Typus von Diktatur, der nicht totalitär ist.

Joseph Bocheński hat sich mit dem Thema in seinem 1974 erschienenen Werk Was ist Autorität? beschäftigt. Darin unterscheidet er zwischen epistemischer und deontischer Autorität: Epistemische Autorität ist die Autorität des Wissenden, der sich in einem Fachgebiet besonders gut auskennt und auf den bei Fragen, die dieses Fachgebiet betreffen, gehört wird. Deontische Autorität bezeichnet die Autorität des Vorgesetzten, der von dieser Position her Weisungen zum Verhalten einer im Rang untergeordneten Person gibt. Einige englischsprachige Autoren vertreten inhaltlich ähnliche Unterscheidungen: „cognitive“ und „administrative“ – „epistemic“ und „executive“ – „by command“ und „by expertise“ (Jean Goodwin, die als dritten Typus die Autorität „by dignity“ vorschlägt).

#### Einstellungsforschung
Das Institut für Demoskopie Allensbach hat 2011 die Ergebnisse einer Studie veröffentlicht, die die Einrichtung durchgeführt hat, um Einstellungen zu Autorität zu ermitteln. Dabei hat sich gezeigt, dass das Wort „Autorität“ für eine Minderheit der Befragten einen negativen Klang und Assoziationen wie „Autoritätsmissbrauch“ und „Obrigkeitshörigkeit“ hat, während die Mehrheit damit positive Assoziationen wie „Respekt“, „Achtung“ und „Vorbild“ verbindet. Neben Alltagssituationen wurde insbesondere die Schule als ein Lebensbereich gesehen, in dem Autorität notwendig sei; in Politik und Religion dagegen habe sie nichts zu suchen. Ungeachtet ihrer Wertschätzung für Autorität hatte für die Mehrzahl der Befragten das Ziel des autonomen Handelns Vorrang vor dem Respekt gegenüber Autoritäten.

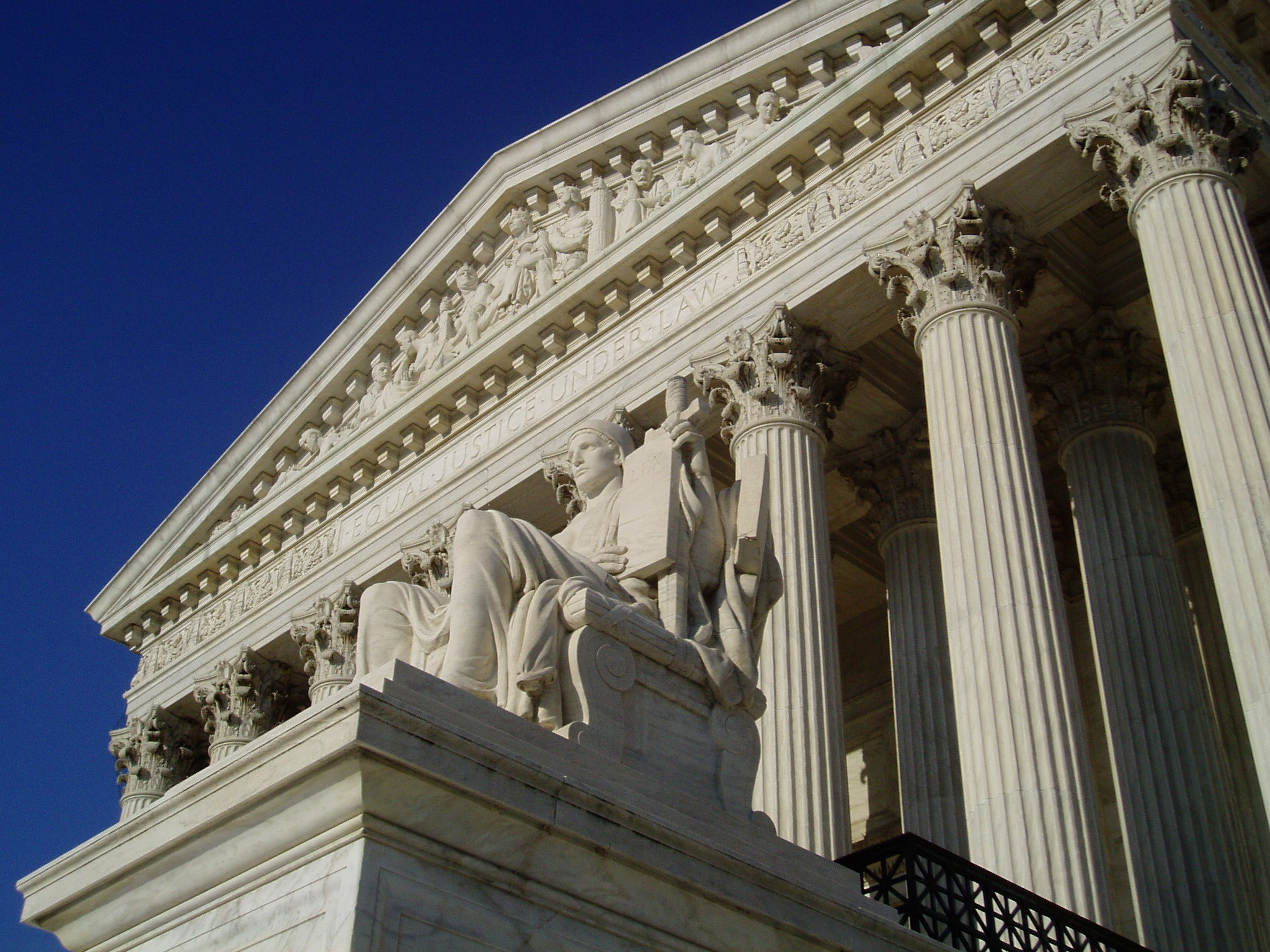
Der Supreme Court gilt als die höchste juristische authority in den Vereinigten Staaten.

### Außerhalb des deutschen Sprachraums
Im Englischen wird das Wort authority in der philosophischen Fachliteratur im Sinne der oben dargestellten Bedeutung („die mit einer bestimmten Position verbundene Macht, Befehle zu geben oder Entscheidungen zu fällen“) verwendet. Meist jedoch versteht man darunter im englischsprachigen Raum heute – juristisch und politisch – die legitime Amtsmacht einer Person oder einer Institution, insbesondere einer Behörde, wobei oft auch die Behörde selbst als „authority“ bezeichnet wird.

## Der Autoritätsbegriff in individuellen Fachgebieten

### Psychologie
Mit der Psychologie der Autorität hat sich unter anderem der österreichische Psychiater Erwin Stransky beschäftigt. In seinem 1928 erschienenen Werk Subordination, Autorität, Psychotherapie beruft er sich hierbei besonders auf Friedrich Nietzsche, der über den menschlichen Willen zur Macht in seinem Werk vielfach nachgedacht hat.
Mehr als der Psychologie der Autorität gilt das Interesse des Faches jedoch der Psychologie des Gehorsams, und hier insbesondere der Frage, wie Testpersonen sich bei Normenkollisionen (d. h. bei unmoralischen Befehlen) verhalten. Das Milgram-Experiment (1961) ist nur eine von vielen empirischen Untersuchungen, die zu diesem Thema durchgeführt worden sind. Siehe Gehorsam#Gehorsam bei Normenkollisionen.

### Erziehung

#### Philosophiegeschichte
Obwohl über die erzieherische Autorität in der Geschichte der Philosophie vielfach nachgedacht worden ist, wurde sie meist nicht explizit als „Autorität“ definiert, sondern fast immer implizit, nämlich über den Begriff des Gehorsams. So hat etwa Kant 1803 in seiner Vorlesung Über Pädagogik formuliert: „Zum Charakter eines Kindes, besonders eines Schülers, gehört vor allen Dingen Gehorsam. Dieser ist zweyfach, erstens: ein Gehorsam gegen den absoluten, dann zweytens aber auch gegen den für vernünftig und gut erkannten Willen eines Führers. Der Gehorsam kann abgeleitet werden, aus dem Zwange, und dann ist er absolut, oder aus dem Zutrauen, und dann ist er von der andern Art. Dieser freywillige Gehorsam ist sehr wichtig; jener aber auch äußerst nothwendig, indem er das Kind zur Erfüllung solcher Gesetze vorbereitet, die es künftighin, als Bürger erfüllen muß, wenn sie ihm auch gleich nicht gefallen.“

#### Forschung

##### Erziehungsstilforschung
In der Erziehung wird Autorität unter anderem im Zusammenhang von Erziehungsstilen diskutiert. Unter den Pionieren dieses Diskurses ist besonders Alfred Adler zu nennen, der einen – im weitesten Sinne – autoritären Beziehungsstil bereits in seinem 1930 erschienenen Lehrbuch der Kindererziehung beschrieben hat: eine Erziehung, die gleichzeitig streng und lieblos ist. Adler war überzeugt, dass diese Art von Erziehung „ein Gefühl der Unzulänglichkeit und Minderwertigkeit und – im Zuge der Reaktion – einen Ehrgeiz, der über das Menschenmögliche hinausreicht“ und einen Charakter erzeugt, der hart und von Neid und Hass geprägt ist.
Im Englischen erscheint das Adjektiv authoritarian in der Bedeutung „autoritär“, „der individuellen Freiheit entgegengesetzt“ spätestens im ausgehenden 19. Jahrhundert. Die Sozialpsychologen Kurt Lewin, Ralph K. White und Ronald O. Lippitt (University of Iowa) wählten das Wort 1939, um damit einen Führungsstil in der Jugendarbeit zu bezeichnen, der u. a. dadurch bestimmt ist, dass der Gruppenleiter gruppen- und aktivitätsrelevante Fragen allein entscheidet und seine Planungen und Entscheidungen der Gruppe gegenüber auch nicht transparent macht. Als die amerikanische Entwicklungspsychologin Diana Baumrind 1966 erstmals ihr Modell unterschiedlicher Erziehungsstile vorlegte, übernahm sie bei der Bezeichnung des autoritären Erziehungsstils das Adjektiv „autoritär“ (authoritarian) von Lewin und von Adorno. Eltern, die autoritär erziehen, beschrieb Baumrind als „unbeteiligt und kontrollierend, und etwas weniger warm als andere Eltern“. Als „autoritativ“ (authoritative) bezeichnete sie im Gegensatz dazu eine Erziehung, die gleichermaßen durch hohe Kontrolle wie durch positives Ermutigen gekennzeichnet ist. Eduard Spranger hatte 1951 statt von einem „autoritären“ noch von einem „gebundenen“ Erziehungsstil gesprochen. Bereits 1959 hatte der amerikanische Sozialpsychologe Earl S. Schaefer aufgewiesen, dass Responsivität und Kontrolle zwei unterschiedliche Dimensionen elterlichen Erziehungsverhaltens bilden. In Deutschland schlossen sich ihm 1970 Anne-Marie und Reinhard Tausch an. Weder bei Schaefer noch bei Tausch und Tausch war in diesem Zusammenhang noch von „Autorität“ die Rede: Während Schaefer dem – im englischen Sprachraum generell üblicheren und später etwa auch von Eleanor Maccoby und John Martin verwendeten – Terminus „Kontrolle“ den Vorzug gab, sprachen Tausch und Tausch von einer „Lenkungsdimension“. Ein Grund dafür, dass in der Forschung auf den Gebrauch des Autoritätsbegriffes verzichtet wird, ist die Schwierigkeit bzw. Unmöglichkeit, diesen komplexen Begriff für empirische Zwecke zu operationalisieren.
Auch der Begriff der Kontrolle wurde in der Sozialpsychologie mehrfach neu definiert. Schaefer sah erzieherische Kontrolle 1959 als Gegensatz zu demokratischer Erziehung. Wesley Becker unterschied sie 1964 dagegen von Permissivität. Catherine Lewis wiederum fasste sie 1981 als Gegenpol zu psychologischer Autonomie. Laurence Steinberg widersprach dem und unterschied 1989 strikt zwischen Verhaltenskontrolle einerseits und dem Gewähren psychologischer Autonomie andererseits als zwei voneinander unabhängigen Dimensionen. Wendy Grolnick und Richard Ryan schlugen, ebenfalls 1989, dasselbe vor, sprachen statt von „Kontrolle“ aber von „Struktur“ (engl. structure).
Schon in den 1970er Jahren hat Baumrind beschrieben, wie erzieherische Desiderate wie ein positives Selbstbild, psychosoziale Reife, Selbstkontrolle und Leistungsbereitschaft am ehesten durch einen autoritativen Erziehungsstil hervorgebracht werden, also bei hoher elterlicher Responsivität in Verbindung mit hoher elterlicher Kontrolle („Autorität“). Die Richtigkeit ihrer Beobachtungen konnte seitdem in zahlreichen Studien nachgewiesen werden. Übereinstimmend konnte auch aufgewiesen werden, dass unterbrochene oder schwache elterliche Kontrolle bei der Erziehung präadoleszenter (d. h. pubertierender) Kindern mit späteren Störungen des Sozialverhaltens bis hin zu kriminellem Auffälligwerden assoziiert ist. Wie Steinberg 1989 eingewandt hat, funktioniert autoritative Erziehung aber nur, wenn bei hoher Kontrolle des kindlichen Verhaltens gleichzeitig ein hohes Maß an psychologischer Autonomie oder Demokratie gewährt wird.
Kinder in der westlichen Welt bewerten elterliche Kontrolle zwiespältig, wobei mehr als 75 % der jüngeren, obwohl sie sich durch die Kontrolle in ihrer Autonomie beeinträchtigt fühlen, einräumen, dass der Grund die elterliche Sorge um ihr Wohlbefinden sei; ältere Kinder dagegen sagen oft, dass sie sich dadurch inkompetent gemacht fühlen.

##### Kulturvergleichende Forschung

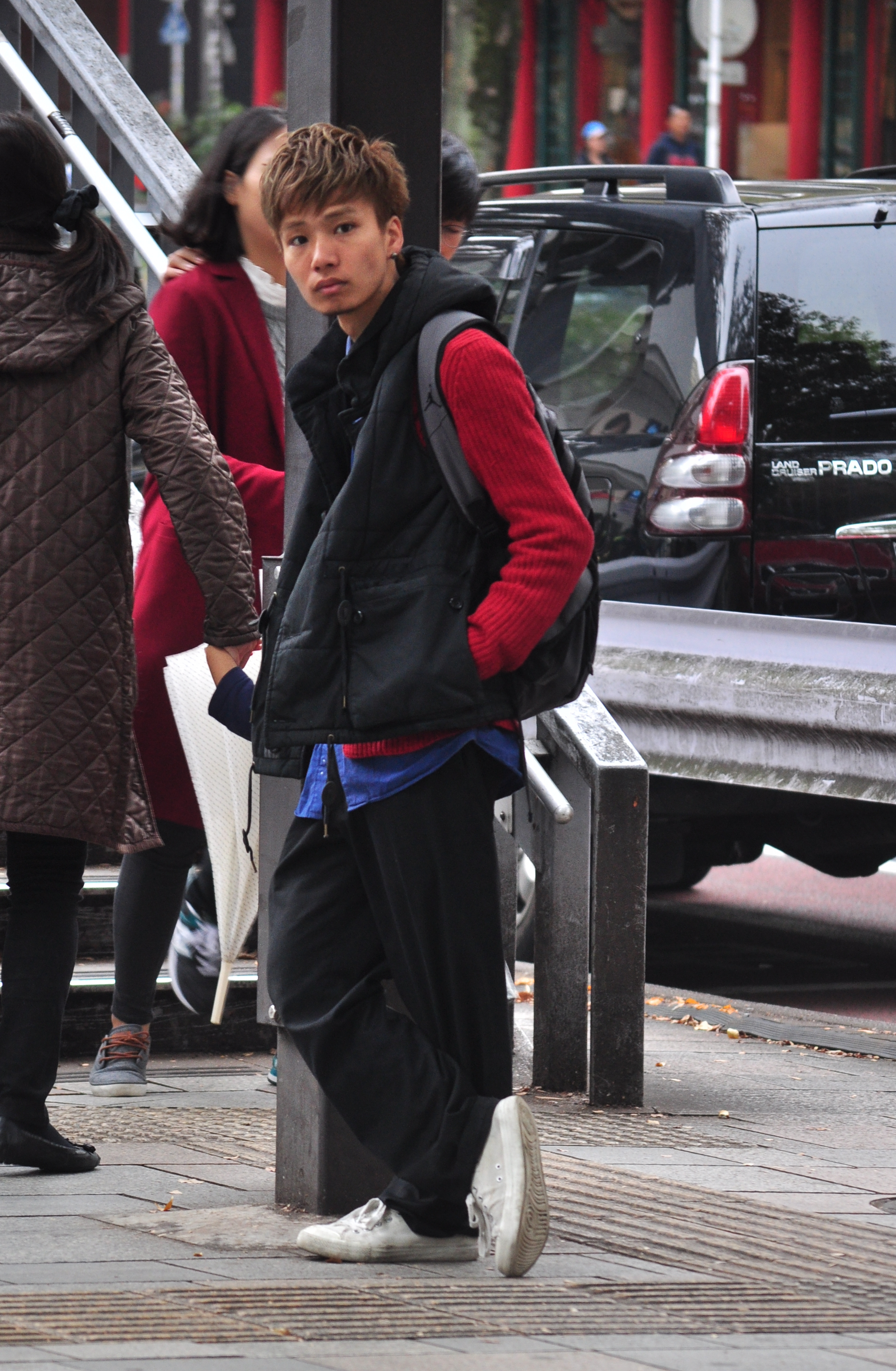
Anders als ihre deutschen und amerikanischen Altersgenossen empfinden japanische Jugendliche elterliche Kontrolle, bei aller Beeinträchtigung ihrer Autonomie, als Ausdruck von Anerkennung und Zuneigung.

Wie u. a. Gisela Trommsdorff aufgewiesen hat, wird die Ausübung erzieherischer Kontrolle in Deutschland und in den Vereinigten Staaten mit elterlicher Feindseligkeit und Ablehnung in Verbindung gebracht. In Japan und Korea dagegen gilt sie im Gegenteil als Ausdruck elterlicher Anerkennung und Wärme: „Japanische Heranwachsende fühlen sich sogar von ihren Eltern abgelehnt, wenn sie nur wenig elterliche Kontrolle oder ein größeres Maß an Autonomie erleben“.

#### Populärpädagogik
Der aufgrund seiner Unschärfe in der Forschung kaum noch verwendete Begriff der Autorität spielt bis heute eine umso größere Rolle in der populären Erziehungsratgeberliteratur, deren Autoren elterliche „Autorität“, meist ohne diesen Begriff inhaltlich genau zu bestimmen, entweder gutheißen oder ablehnen.

##### Vom 18. Jahrhundert bis zur Weimarer Republik
Vor der zweiten Hälfte des 19. Jahrhunderts findet der Terminus Autorität in der an Eltern adressierten Ratgeberliteratur noch kaum Verwendung, wobei oft jedoch außer Zweifel stand, dass es elterliche Autorität war, für die einige Autoren hier warben. Dies gilt etwa für Johann Bernhard Basedow, der sich an John Locke orientierte und nach Johann Friedrich Zückert einer der ersten deutschsprachigen Vertreter des Genres war. 1770 schrieb er: „Die erste kräftige Medizin [für die Heilung der kindlichen Seelenkrankheiten] ist der Gehorsam, oder die Neigung, dem Willen eines Andern ordentlicherweise als einem überwiegenden Beweggrunde zu folgen. Diese Neigung kann bloß aus Liebe und Vertrauen; sie kann auch anfangs aus Furcht vor den besondern Folgen des Unwillens nach und nach entstehn. […] Nur ein solcher beständiger und bereitwilliger Gehorsam (welcher, wenn er gleich nicht blind ist, doch blindlings zu folgen geneigt wäre) ist das große Hülfsmittel der Erziehung, welches ich gerühmt habe.“ Nur unter Vorbehalt kann dagegen Friedrich August von Ammon als Befürworter von Autorität eingestuft werden, denn dessen Ziel war weniger der Gehorsam, als vielmehr die Verhütung kindlicher Verweichlichung. 1827 schrieb er: „Strenge Erziehung in diesem Sinne ist daher ein Segen und eine Ausstattung für alle Tage. Sie richtet dem Kinde sein künftiges Lebensgebiet zu einem Gebirge mit festen, kernigen Umrissen zu, und macht ihm selbst zum kräftigen Gebirgsbewohner, während ein weiches Element in die Ebene verlaufen macht, wo die stumpfen und langsamen Stämme wohnen.“
Zu den ersten populärpädagogischen Autoren, die für elterliche Autorität warben und dieses Wort auch verwendeten, zählt Hermann Klencke. Dieser unterschied 1870 zwischen der väterlichen „mehr gedankenhaften als sichtbaren Autorität des Gesetzes“ einerseits und der mütterlichen „Autorität der Liebe und des Beispiels“, wobei er Müttern zutraute, dass sie durch Geschicklichkeit Gehorsam vielfach auch ohne offensichtlichen Zwang erreichen. Klencke trat hier nachdrücklich der in seiner Zeit noch weit verbreiteten Auffassung entgegen, dass Mütter, weil sie sanfter als die Väter seien, über ihre Kinder keine Autorität ausüben können. Adolf Matthias schrieb 1897 über den Säugling: „Diesem hilflosen Wesen ist Unterwerfung unter Autorität Bedürfnis, ihm ist Gehorsam natürlich; es übt ihn schließlich gern und es fühlt sich glücklich, wenn es ihn üben kann.“ Matthias ging davon aus, dass dieses Bedürfnis auch die weitere Kindheit hindurch fortbestehe, und sah Autorität überall dort am Platze, wo das von „dreiste[m] Übermut“ getriebene Kind entmutigt werden soll, die „Grenzen des Erlaubten“ zu überschreiten. Gleichzeitig riet er Eltern aber auch, ihre Autorität nicht durch exzessive Unnachsichtigkeit zu kompromittieren. Adalbert Czerny vertrat 1908 die Überzeugung, dass Kinder ohne Autorität weder erzogen noch unterrichtet werden können.
Angeregt durch Rousseaus Gebrauch des Ausdrucks „Autorität“ erscheint dieser etwas früher als in der oben genannten apologetischen Literatur bei denjenigen populärpädagogischen Autoren, die ihren Gebrauch in der Erziehung kritisieren. Dabei richtet sich die Kritik hier zunächst meist weniger gegen Eltern- oder Lehrerautorität an sich, als vielmehr gegen ihre missbräuchliche oder erzieherisch unzweckmäßige Verwendung. So schrieb Christian Gotthilf Salzmann 1796: „Freilich weiß ich wohl, daß unerfahrene Schullehrer […] einwenden werden, man dürfe den Kindern nicht zu viel einräumen, man müsse sich bei ihnen in Autorität setzen, allein das beste Mittel, sich bei den Kindern in Autorität zu setzen und ihnen nicht zu viel einzuräumen, ist zuverlässig dieses, daß man sie mit Vernunft behandelt und ihnen nicht eher eine Strafe zuerkennt, bis man sie überzeugt hat, daß sie dieselbe verdient haben. Ich habe Lehrer gekannt, die ihre Schulkinder braun und blau schlugen, um gewisse Absichten zu erreichen, und sie nie erreichten! […].“ Johann Ludwig Ewald verwendet den Terminus in seinen 1808 veröffentlichten Vorlesungen über die Erziehungslehre immer nur da, wo er auf ihren Missbrauch hinweisen will. Heinrich Schulz verstand unter „Autorität“ 1907 „die superkluge, vom Kinde oft ehrlich und mit Recht gehaßte Allmacht und Überlegenheit der Erwachsenen“ und riet Eltern: „[Das Kind] lernt aus eigenem Interesse, freiwillig, ohne das Machtgebot einer Achtung oder gar Furcht gebietenden Autorität. Ziehe daraus eine Lehre. Hülle dich deinen Kindern gegenüber nicht in eine Wolke der Unnahbarkeit; fürchte nicht, die ‚Autorität‘ zu verlieren, wenn du dich kindlich zu deinen Kindern herabneigst, wenn du mit ihnen wie ein Kind spielst, mit ihnen wie ein Kind herumtollst […]“.
Zu den artikuliertesten frühen Kritikern falsch verstandener Autorität zählt Ludwig Gurlitt (1909), der gegen erzieherische Autorität nur da etwas einzuwenden hatte, wo diese sich (in der Schule) „der Jugend wie eine Schranke, als Bildungsschranke gegenüberstellt“ oder (in der Kirche) die Kinder von klein auf „zur Scheinfrömmigkeit und zum Scheinleben“ abrichtet: „Wer um seine Autorität so ängstlich bemüht ist, der beweist damit schon die Schwäche seines Selbstvertrauens. […] Wer der Jugend selbstlos dient, d. h. ohne Rücksicht auf eigene Vorteile und auf Erhaltung alter ihm wertvoller Mächte, der hat selbstverständlich Autorität“. „Eine Autorität, die nicht zugleich Vorbild ist, wirkt demoralisierend, und um so demoralisierender, je moralisierender sie sich gibt. Die schweigsamste Erziehung ist die beste.“ Eine in diesem Sinne integre Autorität hielt Gurlitt für die Grundlage guter Erziehung: „Die Kinder sollen und werden zunächst dem Vorbild und der Autorität ihrer Erzieher folgen. Sie werden mit ihrem Geist sich dahin wenden, wohin sich die Blume wendet, nach der Sonne, von der sie Licht, Wärme und Nahrung empfängt.“ David und Rosa Katz, die das Wort „Autorität“ in ihrem 1925 veröffentlichten Elternratgeber gar nicht verwenden, gingen darin deutlich weiter als Gurlitt, als sie den Gehorsam als Tugend ausdrücklich verwarfen und vom Kind nur eingeschränkt erwarteten: „Vom vorschulpflichtigen Kind, das noch nicht den Bedingungen der Schule unterliegt, braucht Gehorsam nur so weit verlangt zu werden, als es die Organisation der Familie erfordert.“

##### Vom Nationalsozialismus bis zur Antipädagogik
Der Nationalsozialismus hat kein eigenes, theoretisch ausgewiesenes pädagogisches Konzept hervorgebracht. Nationalsozialistische Erziehungstheoretiker wie Ernst Kriegk und Alfred Baeumler haben den pädagogischen Diskurs der Zeit zwar beeinflusst, aber keine von der Politik anerkannte Theorie nationalsozialistischer Erziehung geschaffen. Mit Ausnahme von Johanna Haarers Buch Die deutsche Mutter und ihr erstes Kind, dessen knappe pädagogische Aussagen ganz auf die Säuglingspflege beschränkt waren, ist in dieser Zeit auch kein neuer Erziehungsratgeber auf den Markt gekommen, der es an Popularität mit der weiterhin gelesenen Literatur aus der Zeit vor 1933 hätte aufnehmen können.
Nach dem Ende des Zweiten Weltkrieges gewannen – neben Übersetzungen der Bücher amerikanischer Autoren (Benjamin Spock, Rudolf Dreikurs) – zwei neue deutsche Elternratgeber eine besonders breite Leserschaft: Kindheit und Jugend als Erziehungsaufgabe (1951) von Anton Wallenstein und Das Elternbuch (1955) von Heinz Graupner. Trotz ihrer unterschiedlichen Akzente waren beide Bücher an der Reformpädagogik orientiert. Die antiautoritäre Bewegung der späten 1960er und der 1970er Jahre hat trotz des Generalverdachts, den sie gegen die Mainstreamerziehung hegte, keine eigene Elternratgeberliteratur hervorgebracht. Texte wie Regine Dermitzels Thesen zur antiautoritären Erziehung (1969), die den pädagogischen Diskurs der Zeit beeinflusst haben, boten keine praktische Anleitung zur antiautoritären Erziehung. Johannes A. Stöhrs 1969 erschienener Erziehungsratgeber Hört auf mit dem Erziehen – Gebt uns Kindern endlich eine Chance plädierte zwar für eine bessere, kindgerechtere Erziehung und ist seinem Titel nach ein Zugeständnis an den Zeitgeist, war dem antiautoritären Gedanken aber in keiner Weise verpflichtet.
Die in den 1970er Jahren entstandene Antipädagogik hat ihre Wurzeln nur zum Teil in der antiautoritären Bewegung. Nach der theoretischen Grundlegung dieser Strömung durch Ekkehard von Braunmühl im Jahre 1975 veröffentlichte Hubertus von Schoenebeck einen Elternratgeber Unterstützen statt erziehen (1982), in dem er Anleitung zum Verzicht nicht nur auf Ausübung von Autorität, sondern auf Erziehung insgesamt gab.

##### Spätes 20. Jahrhundert
Obwohl die Forschung inzwischen gezeigt hatte, dass Erziehungsziele wie ein hohes Selbstwertgefühl, hohe Selbstwirksamkeitserwartung, hohe Selbstständigkeit, hohe psychosoziale Kompetenz und eine günstige psychosoziale Entwicklung insgesamt am ehesten durch eine autoritative Erziehung zu erreichen sind, also dann wenn die Eltern zwar liebevoll erziehen, aber entschieden Federführung übernehmen, wurde das Wort „Autorität“ seit den 1970er Jahren in den Elternratgebern, die für elterliche Kontrolle in der Erziehung warben, gemieden. An seine Stelle traten seit den 1980er Jahren alternative Termini, beginnend bei Andreas Flitner. Flitner, der als der wichtigste Kritiker der Antipädagogik gilt, argumentierte, dass Erziehungsverzicht Menschen vom Schlage eines Kaspar Hauser hervorbringe. 1982 führte er in den pädagogischen Diskurs den neuen Begriff des „Grenzenziehens“ ein. Popularisiert wurde dieser von Jan-Uwe Rogge, dessen 1993 erstmals aufgelegter Elternratgeber Kinder brauchen Grenzen zum Bestseller wurde. Die Botschaft dieses Buches war, dass es Eltern möglich sei, effizient zu erziehen, ohne in stereotype autoritäre Verhaltensweisen zu verfallen.
Bereits 1991 war eine deutsche Ausgabe des amerikanischen Erziehungsratgebers How To Discipline Children Without Feeling Guilty (wörtlich: „Wie man Kinder diszipliniert, ohne sich schuldig zu fühlen“) von Harris Clemes und Reynold Bean erschienen, die in der Übersetzung von Karen Diederichsen den Titel Ohne Regeln geht es nicht. Konsequent bleiben in der Erziehung erhielt. Spätere Elternratgeber schlossen sich diesem Sprachgebrauch an:
Jedes Kind kann Regeln lernen (Annette Kast-Zahn, 1996),
Konsequenz (Hermann Liebenow, 1996),
Kindern Grenzen setzen – wann und wie? Mit Liebe konsequent sein (Cornelia Nitsch, Cornelia von Schelling-Sprengel, 2004),
Meine Grenze ist dein Halt. Kindern liebevoll Stopp sagen (Nora Imlau, 2022).
Auch der in dänischer Sprache schreibende, aber hauptsächlich im deutschsprachigen Raum rezipierte Jesper Juul veröffentlichte 1998 einen Elternratgeber Her er jeg! Hvem er du? Om nærvær, respekt og grænser mellem voksne og børn (deutsch Grenzen, Nähe, Respekt, 2000).
Angeregt durch die britische Reality-TV-Serie Supernanny mit Jo Frost hat RTL Television 2004–2011 eine Fernsehserie Die Supernanny produziert und ausgestrahlt, deren Protagonistin, die Diplompädagogin Katharina Saalfrank, vor der Kamera Familien bei Erziehungsproblemen beriet und trainierte. Wie Lothar Wigger aufgewiesen hat, hat sich Saalfranks pädagogische Botschaft dabei in den ersten fünf Jahren der Sendung deutlich verändert, weg von Disziplin, Autorität und striktem Befolgen von Regeln hin zu mehr Empathie und einer verbesserten Kommunikation, wobei Strukturierung und Konsequenz aber wichtig blieben.

##### Frühes 21. Jahrhundert
Ein neues Genre von populärpädagogischer Literatur, das weniger auf Elternberatung, als vielmehr auf Elternkritik und auf die Anfeuerung emotional geführter gesellschaftlicher Diskurse zielte, fand an der Wende zum 21. Jahrhundert seinen ersten Vertreter in Albert Wunsch. Dieser warnte 2000 vor der Verwöhnungsfalle und plädierte in seinem 2003 erschienenen Buch Abschied von der Spaßpädagogik statt Erziehungstipps zu geben „[f]ür einen Kurswechsel in der Erziehung“ (so der Untertitel). Eher beiläufig warb Wunsch in beiden Büchern – so wie auch sämtliche vorgenannten Autoren dies getan hatten – für einen autoritativen Erziehungsstil. Umso breiteren Raum nahm die Kritik an menschlichem Hedonismus, an Werbepsychologen, an den Medien und am Sozialstaat ein, die der Autor für eine von ihm selbst festgestellte gesellschaftliche Erziehungsmisere verantwortlich machte. Wunsch hatte auch keine Scheu, erneut das – von den vorgenannten Ratgeberautoren gemiedene – Reizwort „Autorität“ zu verwenden; mit dieser Vokabularentscheidung und mit seiner gewollten Polemik bereitete er den Boden für Bernhard Bueb, der 2006 die Aufmerksamkeit auf die schulische Erziehung richtete. Buebs Lob der Disziplin lieferte Material für eine emotional geführte Kontroverse, und zwar nicht nur, weil der Autor darin offen für „Autorität“ warb: Ebenso wie Wunsch hatte er sein Buch nämlich nicht als sympathisierende Handreichung für ratsuchende Eltern, sondern mit dem Anspruch einer Gesellschaftsdiagnostik geschrieben; statt dem Sozialstaat gab er für die von ihm selbst diagnostizierten gesellschaftlichen Missstände nun aber den Eltern die Schuld, eine Rhetorik, für die der britische Soziologe Frank Furedi die Bezeichnung Parental determinism geprägt hat. Bereits im Untertitel seines Buches (Eine Streitschrift), aber etwa auch in Talkshows und Interviews trat Bueb streitbar und fordernd auf. Auch Michael Winterhoffs 2008 erschienenes Buch Warum unsere Kinder Tyrannen werden war nicht als Elternratgeber, sondern als Thesenbuch und mit dem Anspruch einer Analyse von Erziehungsmisständen geschrieben. In Schweden hat David Eberhard in seinem 2013 veröffentlichten Buch Kinder an der Macht. Die monströsen Auswüchse liberaler Erziehung ähnliche Thesen in den populärpädagogischen Diskurs eingebracht. Bereits 2012 hatte in den USA Pamela Druckerman ihr – in weitaus versöhnlicherem Ton geschriebenes – kulturvergleichendes Buch Warum französische Kinder keine Nervensägen sind beigetragen.

##### Außerhalb des deutschen Sprachraums
Im englischen Sprachraum, wo die Positionen des Freudomarxismus und der Frankfurter Schule kaum rezipiert worden sind, hat das Wort „Autorität“ (engl. authority) eine andere Bedeutung, als es heute im Deutschen hat; unter anderem fehlen die von Fromm und Horkheimer etablierten Konnotationen von „Machtmissbrauch“. So wird unter „elterlicher Autorität“ (engl. parental authority) auch meist nicht – pädagogisch – die faktische Kontrolle über das Kind, sondern – juristisch – die Gesamtheit der Rechte und Pflichten verstanden, die Eltern gegenüber ihrem Kind haben. Dem deutschen Begriff der elterlichen Autorität entspricht im Englischen am ehesten der Begriff der elterlichen Kontrolle (engl. parental control), wobei dieser ursprünglich juristische Terminus freilich erst seit der Entstehung der Erziehungsstilforschung, also seit den 1960er Jahren, in der Bedeutung von „Autorität“ verwendet wird. Nur selten wurde die erzieherische Federführung der Eltern innerhalb der Populärpädagogik aber so eingehend theoretisch begründet wie bei der Familientherapeutin Wendy Mogel, die in ihrem 2001 erschienenen Elternratgeber The Blessings of a Skinned Knee die Notwendigkeit elterlicher Autorität aus dem jüdischen Schrifttum abgeleitet hat. Amerikanische Elternratgeber werben für autoritative Erziehung heute unter Schlagwörtern und Bezeichnungen wie positive discipline, Parent Effectiveness Training oder character education.
In Israel wirbt seit 2000 der Psychologe Haim Omer in Lehrerratgebern, die auch in Deutschland Popularität erlangt haben, für eine „neue Autorität“ (hebr. הסמכות החדשה), wobei dieser Ausdruck im Kern freilich nichts anderes bezeichnet als eine in schulischen Konfliktsituationen zur Deeskalation gezielt einzusetzende autoritative Erziehung.

### Organisations- und Wirtschaftswissenschaft
In der organisations- und wirtschaftswissenschaftlichen Literatur wird spätestens seit den 1970er Jahren zwischen personaler, funktionaler und positionaler Autorität unterschieden. Unter personaler Autorität wird in diesem Zusammenhang eine Autorität verstanden, die mit personengebundenen Merkmalen begründet wird:

„Die personale Autorität kann kraft entwickelter Persönlichkeit erworben werden. Wenn intellektuelle und emotionale Aspekte der Person entwickelt und integriert sind, Überzeugungskraft, Glaubwürdigkeit, Format spürbar werden, gewinnt die Person eine Form von Macht, die als personale Autorität bezeichnet werden kann. Personale Autorität ist persönliche Kraft, Stärke und Macht, die mit Gefühlen von Selbstbewußtsein, Schwung, Einflußfähigkeit und Selbstbestimmung einhergehen. Personale Autorität wird wesentlich durch Bewertung und Beurteilung anderer bestimmt. Immer sind es andere, die über personale Autorität, also das Maß an Wissen und Fähigkeiten, über Persönlichkeitswirkung, Integrität, Überzeugungskraft und Glaubwürdigkeit urteilen. Ist ein Mensch getestet und für glaubwürdig befunden, kann er für seine Entscheidungen und Anweisungen leichter Verstehen und Akzeptanz erreichen, als wenn ihm diese Autorität nicht zugesprochen wird.“

Funktionale Autorität (auch: professionelle Autorität, Fach-, Experten-, Sachautorität) dagegen beruht auf überlegenem Sachverstand:

„Funktionale Autorität gewinnt man über Wissen, Können, Know-how, also über Fähigkeiten.“

Positionale Autorität (auch: formale Autorität, institutionelle Autorität, Amtsautorität) ergibt sich aus den in einer Organisationsstruktur festgelegten Entscheidungs- und Weisungsbefugnissen, die einer Person als Organisationsmitglied übertragen wurden:

„Amtsautorität wird einer Person mit der Stellenübernahme übertragen. Sie hängt eng mit der Organisationsmacht eines Systems zusammen. Die Organisation bestimmt, wer als Mitglied angesehen wird und in welchen Rollen diese Mitgliedschaft ausgeübt werden soll. Die Organisation entscheidet ja über Einstellen und Entlassen von Mitgliedern, über Ressouren, Entscheidungsbereiche, Befugnisse und Handlungsmöglichkeiten der Mitglieder. Das wird auch als Organisationsmacht bezeichnet. Der Repräsentant dieser Organisationsmacht hat Autorität kraft seines Amtes in der Institution.“

Häufiger als von Autorität spricht man in der modernen Wirtschaftswissenschaft allerdings von Menschenführung und von Führungskompetenz.

### Medizin- und Wissenschaftsgeschichte
Im frühen 21. Jahrhundert hat der Medizinhistoriker Axel W. Bauer als Personalautorität die Auctoritas der antiken, mittelalterlichen und Renaissance-humanistischen bezeichnet und diese von der neuzeitlichen „Sachautorität“ unterschieden. In diesen speziellen Kontext bezeichnet das Wort eine auf einem Fachgebiet anerkannte Person. Die Lehren solcher, idealerweise möglichst alter („antiker“) und bekannter Autoritäten (wie Aristoteles, Hippokrates, Galenos, Averroes, Rhases und Avicenna) waren grundlegend für das mittelalterliche, auf hierarchischen, patriarchalischen und (christlich geformten) personalautoritativen Prinzipien beruhende Denken.
Die älteste und wirkungsvollste Form von Autorität ist die Personalautorität (auctoritas) der Altvorderen, wie etwa die elterliche Autorität, und stellt eine Instanz dar, vor der sich Wahrheit und Irrtum entscheiden lassen. Mit dem Übergang von der Personalautorität zur Sachautorität wurden die Grenzen des Renaissance-Humanismus überschritten (vgl. auch die Metapher vom Buch der Natur). Mit der Aufklärung sollte die Autorität von Vernunft und Erfahrung endgültig über die Autorität der Alten gestellt werden.
Der Schweizer Mediziner Albrecht von Haller, ein Pionier der modernen experimentellen Physiologie, schrieb 1750: „Auctoritas olim late dominans, nunc tamen tota obsoleta“ (deutsch: „Eine einst herrschende Autorität, die nun endlich obsolet ist“). Im selben Sinne schrieb Walther Gerlach noch 1965, dass „Autorität und Wissenschaft nichts miteinander zu tun haben“.

### Recht
Im Recht sowie in verschiedenen weiteren Bereichen wird das Wort Autorisierung im Sinne von „Genehmigung“ verwendet.

## Was die Verwendung des Begriffs über den Verwender sagt
Wie auch in jüngerer Zeit unter anderem Kim Alings aufgewiesen hat, zählt Autorität zu denjenigen theoretisch aufgeladenen Begriffen, die nicht nur im Alltag, sondern auch in wissenschaftlichen Kontexten oftmals in dem Glauben verwendet werden, „die avisierte Botschaft sei dem Terminus inhärent, ohne dass die innere Aspekte oder die möglichen Funktionen hinterfragt werden müssten.“ Die Verwendungsweise des Begriffs lasse Rückschlüsse auf die kulturelle Verfasstheit ihrer Verwender zu, sodass „das Verständnis und die Verwendung solch theoretisch aufgeladener Termini in unterschiedlichen Gesellschaften und zu unterschiedlichen Zeiten“ sich als selbstständiger Forschungsgegenstand anbiete.

## Autorität in der Literatur
Autorität erscheint vereinzelt als Thema in der Literatur, etwa in Samuel Becketts Schauspiel Warten auf Godot (1952), das als Satire über die Hoffnung der Menschen gedeutet worden ist, dass Gott kommen werde, um sie zu erlösen; zwar sendet Gott Botschafter, doch haben diese keine Autorität, und das göttliche Versprechen bleibt leer. In Philip Pullmans Romanreihe His Dark Materials (1995–2000) erscheint eine Figur Autorität, an der ähnlich wie in Becketts Drama die Krise der Autorität in der postmodernen Welt behandelt wird.